# البقارة (إفريقيا)
البَقَّارَة مجموعة إثنية كبيرة تتكون من عدة قبائل وعشائر وبطون وأفخاذ تجمع بينها لغة واحدة وديانة واحدة وتاريخ موحد وعادات وتقاليد مشتركة ويتجاوز تعدادها الكلي الستة المليون نسمة وتنتشر على نطاق جغرافي واحد يعرف بحزام البقارة يمتد في المنطقة من تخوم الحدود الإثيوبية والإريترية مع السودان وحتي أطراف الحدودية النيجرية مع تشاد ونيجيريا، وتعتبر من أهم المجموعات الأثنية في السودان وتشاد حيث لعبت دورا تاريخياً وسياسياً كبيراً في البلدين خاصة في السودان خلال فترة حكم المهدية وما بعدها. ويمتهن البقارة في الأصل رعي الأبقار والماشية ينتقلون معها في ترحالها شمالاً وجنوباً سعياً وراء الماء والكلأ ويتحدث البقارة اللغة العربية ويدينون بالإسلام، وينسب السواد الأعظم فيها نفسه إلى جنيد بن أحمد الجهيني حيث قدم أبناؤه من شبه الجزيرة العربية إلى أفريقيا عن طريق مصر وتونس وشمال أفريقيا واختلطوا بالسكان المحليين. وينقسمون من حيث الموطن إلى ثلاثة أقسام رئيسية: بقارة كردفان وبقارة دارفور وبقارة تشاد وغيرها.

## سبب التسمية

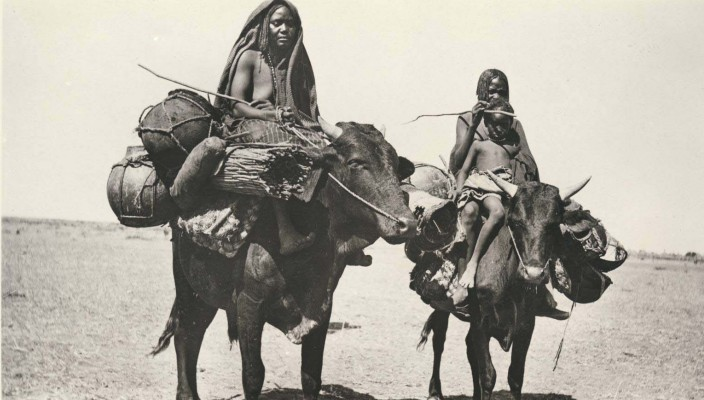
البقاريات يمتطن ظهور الثيران في ترحالهن

تذهب أغلب المصادر التاريخية إلى أن البقارة استمدوا إسمهم من رعي الماشية. فلفظ البقارة عند جوناثان أونز في كتابه «تاريخ اللهجات العربية» يعني حرفياً رعاة البقر.، كما يُعرفون أحياناً لدى العامة في السودان بالغَرَّابة، أي السكان الذين يسكنون جهة الغرب من السودان في ولايات كردفان ودارفور تحديداً، وهي تسمية جامعة تشمل أيضا جميع القبائل الأخرى غير البقارة والمقيمة في المنطقة. ووفقا لتاريخهم المَحِكي فإنهم وبعد قدومهم إلى مناطقهم الحالية في السافنا الأفريقية استبدلوا الإبل الذي كانوا يرعونه بالأبقار فعُرفوا بالبقارة تماماً كما عُرفت القبائل المجاورة التي ترعي الإبل بالأبالة، وهو ما يتوافق مع ماذكره أولريش براوكامبر في كتابه «ملاحظات حول أصل ثقافات البقارة مع أشارة خاصة إلى مجموعة الشُوا»، بأن البقارة كانوا في الأصل أبالة ولكنهم وبعد أن تم إجبارهم إلى الانتقال من منطقة الساحل إلى السافانا الإفريقية فإنهم تحولوا من تربية الأبل إلى تربية الأبقار والتي تتكيف بشكل أفضل مع بيئة السافانا.
كذلك يُطلق لفظ البقارة كإسم شامل جامع على المجتمعات التي تعيش في مناطق شرق تشاد في جهة شاري باقِرمي على وجه الخصوص، وجنوب شرقي النيجر وبالتحديد منطقة ديفا، والتي تعمل في تربية الأبقار ورعايتها وتضم أيضاً قبائل من أصول أفريقية ترعى الماشية مثل الهوسا والفولاني والداجو والفلاتة فضلاَ عن القبائل العربية هناك، وتضاف إلى هذه الأخيرة تسمية عرب البقارة (خصوصا عرب جهينة) لتمييز مجموعات البدو رعاة الإبقار عن غيرها من الرعاة في المناطق الأخرى المجاورة.
ويمكن أن يحمل لفظ البقارة، أكثر من دلالة واحدة بحسب المنطقة التي يُستخدم فيها. ويتباين المفهوم من كلمة «عرب» المضافة إليه بحسب استخداماته كدلالة لغوية أو جغرافية أو أثنية، فبينما يُعبِّر في بعض مناطق أواسط غرب السودان عن فئة محددة من العرب البدو الناطقين بالعربية، فأنه يمكن أن يشمل في غير السودان جميع مجتمعات غرب أفريقيا من الرحّل. فيطلق المصطلح في تشاد أو النيجر مثلاً بمفهوم جغرافي بغض النظر عن الأصل أو الإثنية، على جميع متحدثي اللهجات العربية من عرب وأفارقة غير ناطقين بها.

## النسب وفروع القبيلة

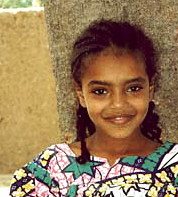
طفلة بقارية من منطقة وداي بتشاد

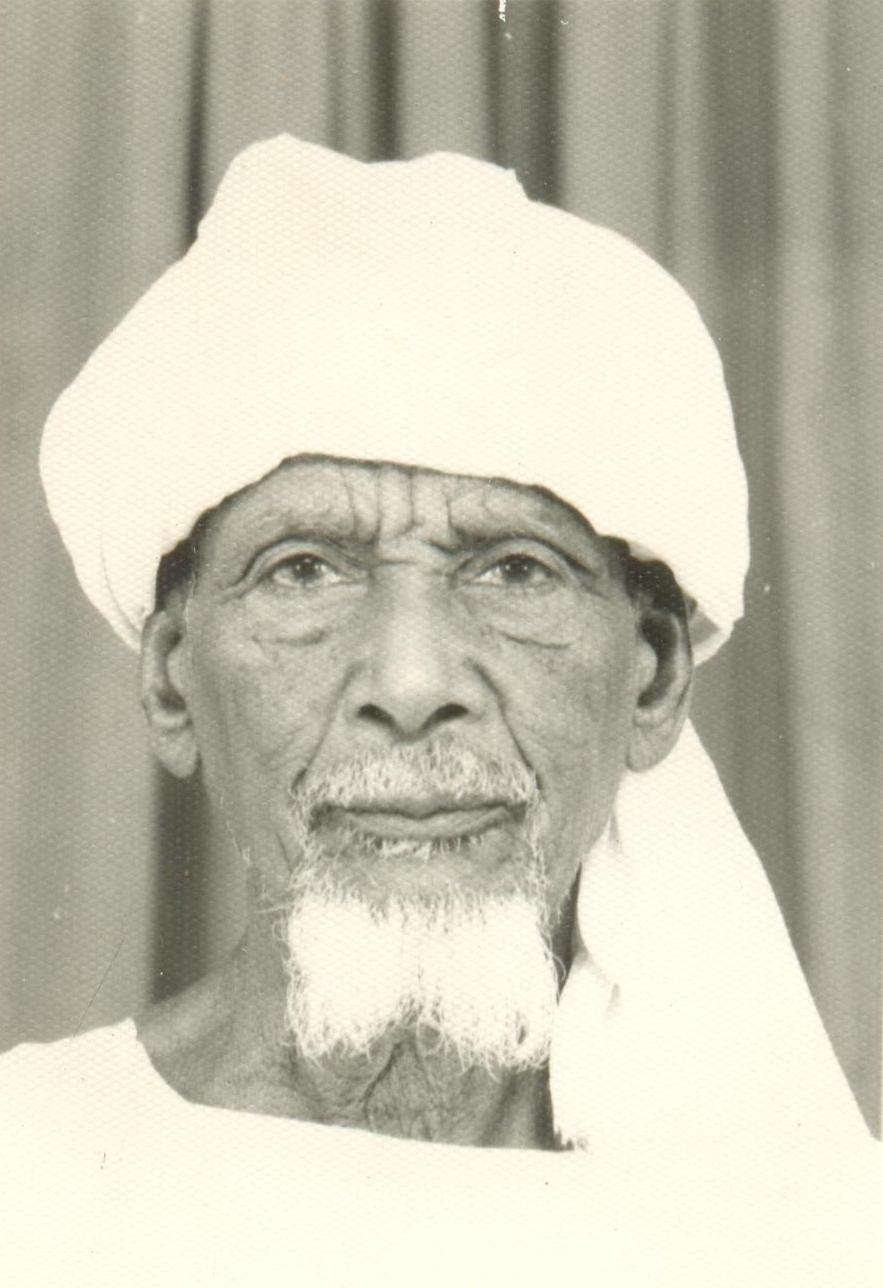
زعيم من أعيان البقارة الماهرية

تاريخياً، ينتمي البَقَّارَة إلى عرب جُهينة ويشكلون أحد فروع قبيلة حِمير التي عاشت في شبه الجزيرة العربية ما قبل الإسلام. ولا يُعرف بالتحديد كيف وصلوا إلى هذه المناطق في أفريقيا وذُكر بأنه وبعد دخول العرب إلى مصر واصلت مجموعات منهم طريقها إلى تونس بشمال أفريقيا لتعبر الصحراء الكبرى جنوباً إلى داخل العمق الأفريقي. ويرى البعض بأنهم جزء من العرب الذين غزوا مناطق النيل في نهاية القرن الرابع عشر الميلادي وكان لهم انتشاراً ملحوظاً خلال الفترة ما بين القرنين الرابع والثامن عشر في شمال أفريقيا حيث استقروا هناك وشاركوا في حكم الأندلس ثم عادوا إلى شمال أفريقيا بعد انهيار الدولة الأموية. ويعتقد بعض المؤرخين بأن ثمة قبائل أخرى انضمت لاحقاً إلى مجموعة البقارة الأصلية، مثل قبائل بني خُزَام وبني هَلْبَة في القرنين الخامس عشر والثامن عشر ثم تصاهرت معها بعض القبائل الإفريقية المحلية وتداخلت فيها بشكل كبير.

ووفقاً للباحث حسن مكي فإن القبائل العربية التي نجحت في بسط سيطرتها على سوبا عاصمة مملكة عَلَوَة المسيحية في شمال شرق بلاد السودان إتجهت نحو مراعي أواسط وجنوب غرب السودان في حين وصل بعضها إلى تلك المنطقة مباشرة عبر طريق درب الأربعين - وهي طريق قوافل قديمة تمتد من مصر إلى غرب السودان مروراً بمنطقة دنقلا - وإختلط بالجماعات المحلية في المنطقة،  فيما يذكر الصادق المهدي في كتابه«يسألونك عن المهدية» إلى أن ثلاثمائة قبيلة عربية وفدت إلى ديار السودان قبل الإسلام وإن مملكة علوة قد تحولت إلى دولة اسلامية عام 1317م.
أما البقارة أنفسهم فأنهم يُرجِعون نَسَبهم إلى جنيد بن أحمد بن شاكر الأجذم الذي أنجب راشد وحيماد وعطية ومن نسلهم تفرع البقارة إلى قبائل وعشائر وبطون من بينها: قبائل بنو سليم، والجَوامْعَة، وأولاد حِمَيْد، و الهَبَانِّية، والحَمَر، وقبيلة الحَوازْمَة ومن عشائرها أولاد عبد العال والرواوقة والحَلفة. وهناك قبيلة بني هلبة وتنقسم إلى قسمين رئيسيين هما أبناء جابر ومقر رئآستهم في أبو حمرة ولهم أربعة بطون هي جمعان، وعلي، وغياث، ولبيد والقسم الثاني يتشكل من أبناء جبارة في رهيد البردي ولهم أيضاً أربعة بطون هي جزور، وعلوان، وموسى، ورجب. ومن قبائل البقارة قبيلة المِسِيرِيّة وجدّها محمد المَسِير بن عطية، وهي تنقسم إلى فرعين: المسيرية الحُمُر وهم أولاد حامد الأحمر وهؤلاء بدورهم ينقسمون إلى قسمين: العَجَايرة والفَلايتة. والفرع الثاني هو المسيرية الزُرُق أبناء أحمد الأزرق ومن بطونهم العلاونة والعنينات والدريهمات. كما تضم مجموعة البقارة قبيلة السَلامَات، وقبيلة الرّاشِد ويُنسبون إلى جدهم راشد الملقب براشد الوّلاد وأبنائه زيد وأزيد وزيود وحميدة ومن افخاذهم أولاد قدود ، وأم دغش، والغولة،  والعفايصة، والخضرامية، ثم قبيلة الرِّزِيقَات وتنتمي إلى رِزَيْق ابن عطية، وتنقسم إلى ماهرية ومحاميد ونوابة من فروع الماهرية اولاد حامد واولاد منصور وأولاد زيد ولهم أربعة افخاذ هم المناوية وأولاد قرو والدميصات والنصرية وهناك أيضاً قبيلة التَعَايْشَة ولها فرعان هما القلادة والعرج التي تضم 15 فرعاً منهم الجبارات التي ينتمي إليها الخليفة عبد الله التعايشي ثم الماهرية والقُمُر وغيرهما. ويضيف إليهم هارولد ماكمايكل قبائل كِنانَة والحَسَّانِية والمَعَالْيا والبِدِيرِيَّة في كردفان. وهذه الأخيرة تنتمي أصلاً إلى مجموعة الجعليين وقد وفدت إلى المنطقة من شمال السودان في القرن الرابع عشر الميلادي وتمركزت شمال الأبيض وتنسب نفسها إلى دهمش بن بدر وهي أقرب نسباً إلى قبيلة الكبابيش. ويعتبر التعايشة والهبانية وأولاد راشد وأولاد حميد وبني سليم من أبناء حيماد بن جنيد بينما يعد المسيرية والحوازمة والرزيقات أولاد أخيه عطية. ويصنف الصادق المهدي قبائل رفاعة واللحويين والشكرية وأولاد حميد ودار حامد والكواهلة ضمن مجموعة واحدة ذات أصل مشترك.
ويمكن تقسيم بقارة تشاد بدورهم إلى مجموعتين: المجموعة الأولى التي تنسب نفسها مباشرة إلى قضاعة بن قحطان تضم قبائل الحساونة مثل الأصعالي وأولاد سرور وأولاد علي وبني وائل والعلوان وهذه وصلت إلى منطقة بحيرة تشاد عن طريق شمال إفريقيا خلال القرنين التاسع والعاشر الميلادي. والمجموعة الثانية التي تنسب نفسها إلى جنيد بن أحمد وفدت إلى تشاد عن طريق السودان خلال القرنين الثالث عشر والرابع عشر الميلادي وتضم قبائل أولاد راشد والحيماد والسلامات وبني خزام وبني هلبة والرزيقات. ويضاف إليها محاميد النيجر.

## الموطن الجغرافي

حزام البقارة

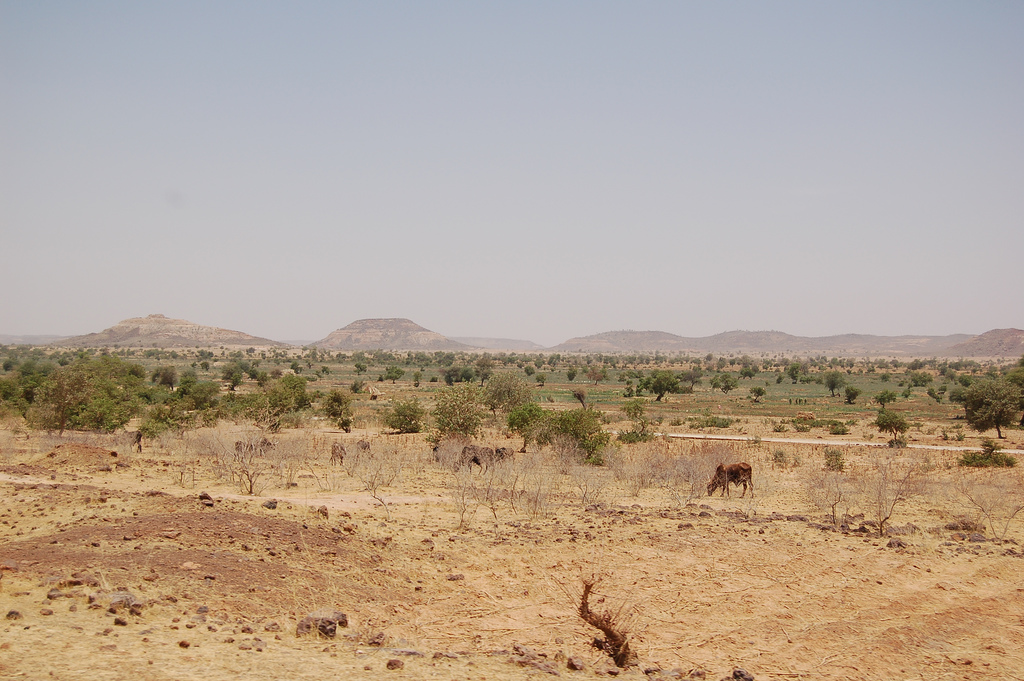
منطقة ديفا

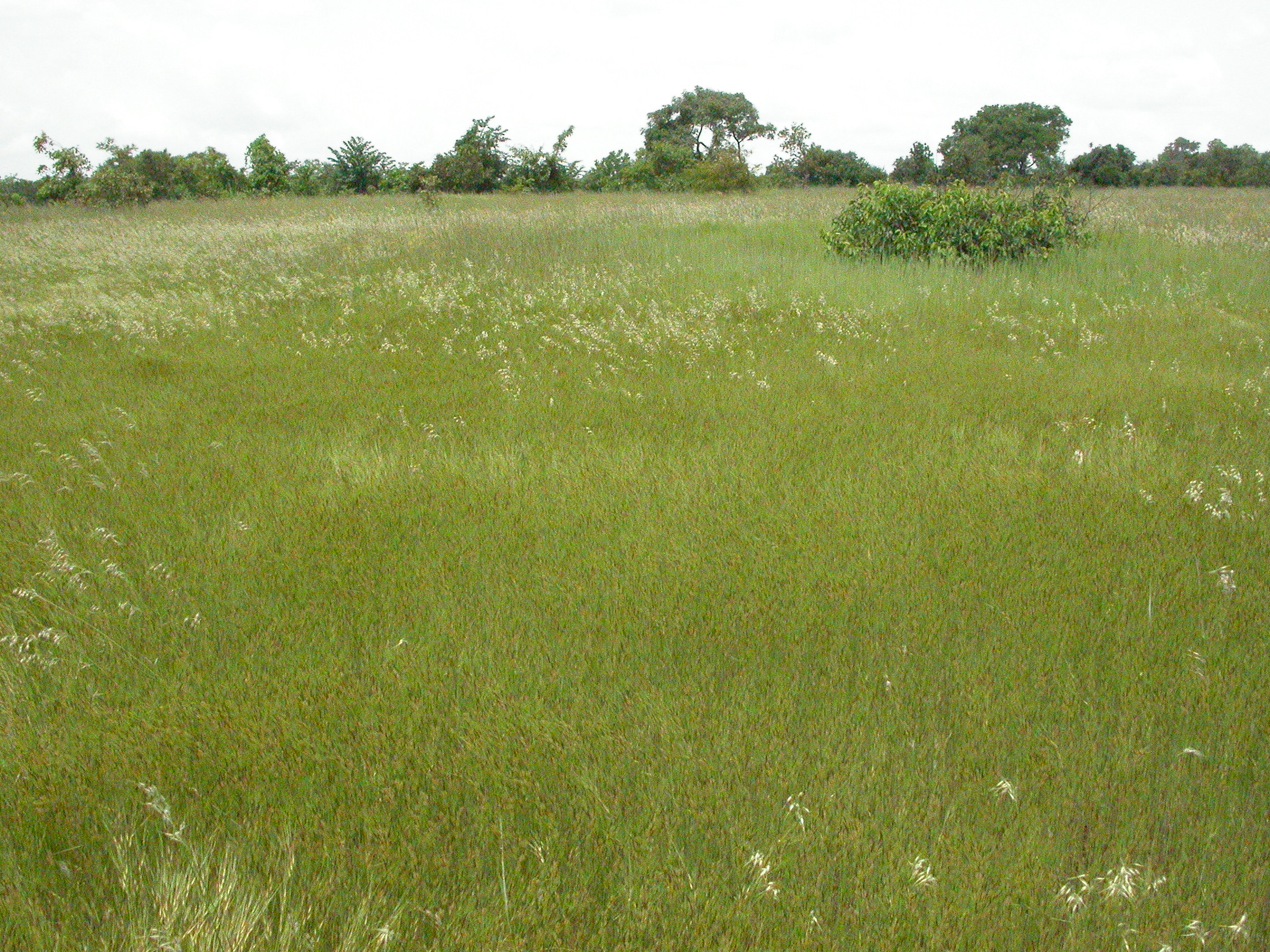
السافانا

يعيش البقارة معظمهم في ولايات كردفان بوسط السودان وقليل منهم في ولايات دار فور في أقصى غربي السودان وينتشر قسم أخر منهم في المناطق الجنوبية الشرقية في تشاد وفي جنوب غرب النيجر على حزام يطلق عليه «حزام البقارة» بين خطي العرض 11 و13 درجة.
يقع حزام البقارة في معظمه في الإقليم السوداني بمنطقة السافنا المعشوشبة - أو السافنا الفقيرة كما تُعرف أحياناً- وتخومها في المنطقة شبه الصحراوية شمالاً في ولايات كردفان بالسودان محازياً خط السكة الحديدية السودانية الرابطة بين مدن كوستي والأبيض ونيالا وممتداً حتى منطقة ديفا في الجنوب الشرقي للنيجر.
ويمتد جنوباً حتى نهاية منطقة السافنا المُشجرة - أو السافنا الغنية - وتخومها في المناطق شبه الاستوائية عبر نهر بحر العرب بين السودان وجنوب السودان إلى منطقة أبيي حتى حدود بحر الغزال في الجنوب.
أما من ناحية الشرق فيبدأ الحزام من تخوم الهضبة الإثيوبية في السهول السودانية الشرقية وحتى بحيرة تشاد غرباً ونهر شاري على الجنوب الغربي بتشاد ممتداً حتى الحدود التشادية مع جمهورية أفريقيا الوسطى.
ويتنقل البقارة مع قطعانهم في هذه المناطق في رحلة نحو الجنوب تسمي المعوطاة، والعودة في رحلة الشمال وتعرف باسم التدلي.
ومن المدن التي يتواجد فيها البقارة بكثرة داخل الحزام وخارجه الأبيض، و الأضية وأم روابة والرهد، والنهود، والمجلد، والدلنج، والضعين، في كردفان ونيالا، ورهيد البردي، وكبكابية وكتم وكفيا كنجي، في دارفور وأبشي وأم تيمان في تشاد وديفا في النيجر. كما يتواجدون بكثرة في مدن مثل أبيي، والجزيرة أبا، وكوستي، وأم درمان، والقضارف، ودوكة، في السودان وبأعداد أقلّ في القرى والبلدات المتنشرة على الحدود السودانية مع اثيوبيا واريتريا مثل حمداييت والهشابة والقريشة في السودان، وتسني، وأم حجر، وقرقف، وقرست في اريتريا والحمرة والمتمة في اثيوبيا.

### بقارة كردفان
هاجر عرب البقارة إلى المنطقة الواقعة جنوب غرب كردفان بالسودان لتفادي سلطنة دارفور غرباً، والابتعاد عن اقاليم سلطنة سِنَّارْ من جهة الشرق وذلك تهرباً من دفع العشور والضرائب على رؤوس مواشيهم. وقد ساعدتهم حركتهم المتواصلة سعياً وراء المراعي على تجنب بطش سلاطين دارفور وسِنَّار، كما أن تركيبتهم الاجتماعية وإلماهم التام بمنطقتهم ومعرفة دروبها ومسالكها النائية ساعدهم كثيراً في النجاة خاصة، وأنهم كانوا يجعلون عائلاتهم تسبقهم أو تأتي بعدهم اثناء رحلة الذهاب والإياب مما يضمن الحماية المطلوبة للنساء والأطفال.
وتضم مجموعة بقارة كردفان بني سَلِيم على ضفاف النيل الأبيض وأولاد حِمِيد في المنطقة الممتدة من شرق كردفان إلى غربها، وفرع للهَبَّانِية ينتشر في المنطقة جنوب مدينة أم روابة وحول تقلي، والحََوازْمة بين مدن الأبيض والدلنج وتلودي وأبو جُبيهة وأبوكرشولا وأم برمبيطة، بالإضافة إلى قبائل الجُمُع والحَمَر والبِدِيرِيَّة حول مدينة الأبيِّض وكِنَانَة وتقيم في الأجزاء الشرقية من جبال النوبة في منطقة الليري وأبو جبيهة. وأما المِسِيريَّة بشقيها: المسيرية الحُمُرْ والمسيرية الزُرُقْ، فأن الحمر ينتشرون على مساحة واسعة تمتد من جنوب غرب كردفان وحتى منطقة أبيي ومابعدها، ويتمركز الزرق حول مدن لقاوة والفولة وكادوقلي. وهم أكثر جماعات البقارة اختلاطاً بغيرهم من الجماعات الأخرى المحلية خاصة في جبال النوبة وذلك من حيث التزاوج والتصاهر. وطبقاً للمؤرخ هارولد ماكمايكل في كتابه «تاريخ العرب في السودان، الجزء الأول»، فأن بقارة كردفان كانوا على أحسن حال من حيث تمتعهم بالحرية والاستقلال إلى جانب النخوة خلافاً لما كان عليه الحال بالنسبة لمجموعات البقارة الأخرى خاصة في دارفور حيث كانت تتعرض لعمليات النهب وسرقة المواشي والتنازع مع الجماعات الأخرى. رغم قيام سلاطين الفور بتخصيص أراض لهم في مناطق حكمهم وفق نظام الحواكير الذي أبتدعه السلطان موسى بن سولونق (1676-1682). والحواكير (مفردها حاكورة) تعني حسب إتفاقية الدوحة للسلام في دارفور لعام 2011 م، الحقوق القبلية في ملكية الأرض.

### بقارة دارفور

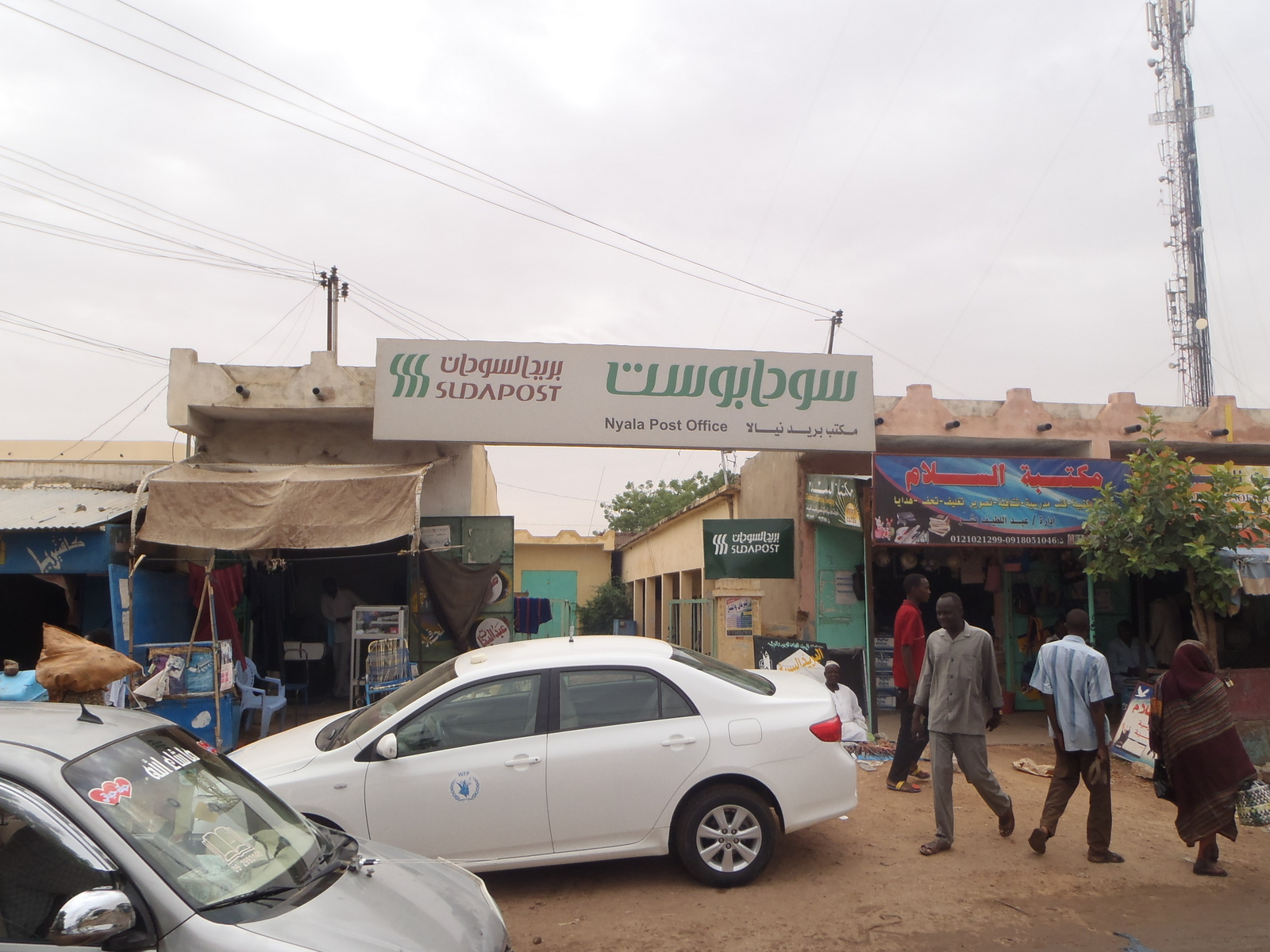
سوق مدينة نيالا بدارفور، إحدى المدن الرئيسية لتواجد البقارة

وتضم مجموعة البقارة في دارفور قبائل الرِزَيقَات ومن أهم مناطقهم الضعين، وعسلاية وتمساح. ومن فروعهم المحاميد وينتشرون في المنطقة ما بين مدينتي كُتُم وكًبْكًابِية. كذلك من فروعهم المهارية، والعِريقات ويتواجدون أيضاً في تشاد، والعًطفيات، والزبلات في كبكابية. كما تضم مجموعة بقارة دارفور قبيلة التًّعَايشَة وهي قبيلة الخليفة عبد الله التعايشي الذي حكم السودان في الفترة من عام 1885 وحتى 1899 ومن أهم مدنها رِهيد البِردِي، وقبيلة بني هَلْبَة بشقيها: أولاد جابر وأولاد جبارة في منطقة عد الفرسان (عد الغنم سابقاً)، والمَعَاليا ومن مدنهم عَدِيلة وأبو كَرَنكا. والهَبَّانِية في منطقة بُرام، وقبائل بني خُزام، وبعض المِسِيرِيّة القاطنين إلى الشمال من الرزيقات وحتى منطقة أبيي، والسعادة، والتُرجُم والمهادي هؤلاء ينتشرون في ولاية غرب دارفور وقد انتقلوا في العقود الأخيرة إلى منطقة جبل مرة وولاية جنوب كردفان لوفرة المراعي هناك وبشكل خاص في منطقة كاس وأبو عَجُّورة. ومن مجموعة بقارة دارفور أيضاً أولاد راشِد والثَعالبة والحِيمَات.

### بقارة تشاد

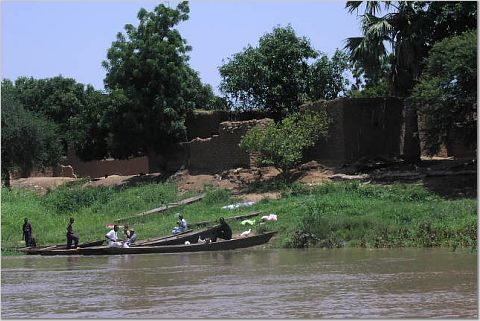
نهر شاري

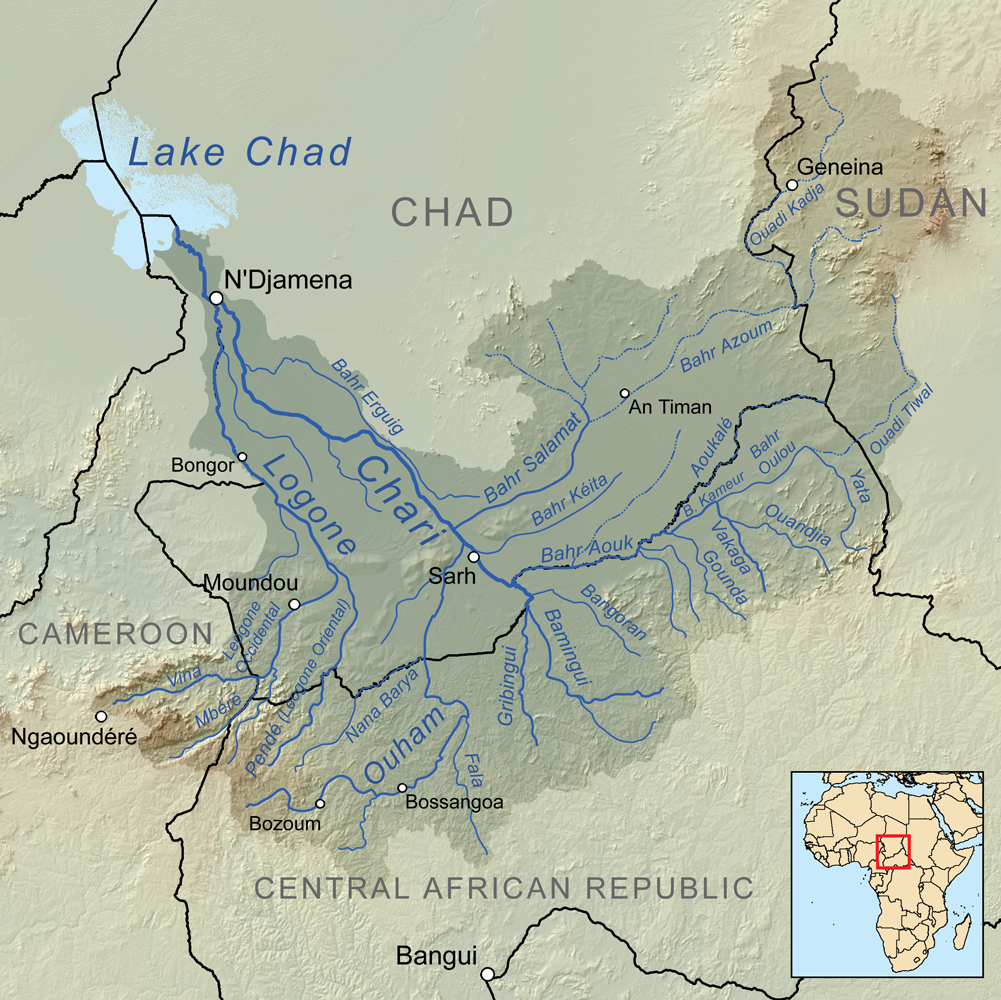
خريطة لحوض نهر شاري حيث ينتشر معظم بقارة تشاد

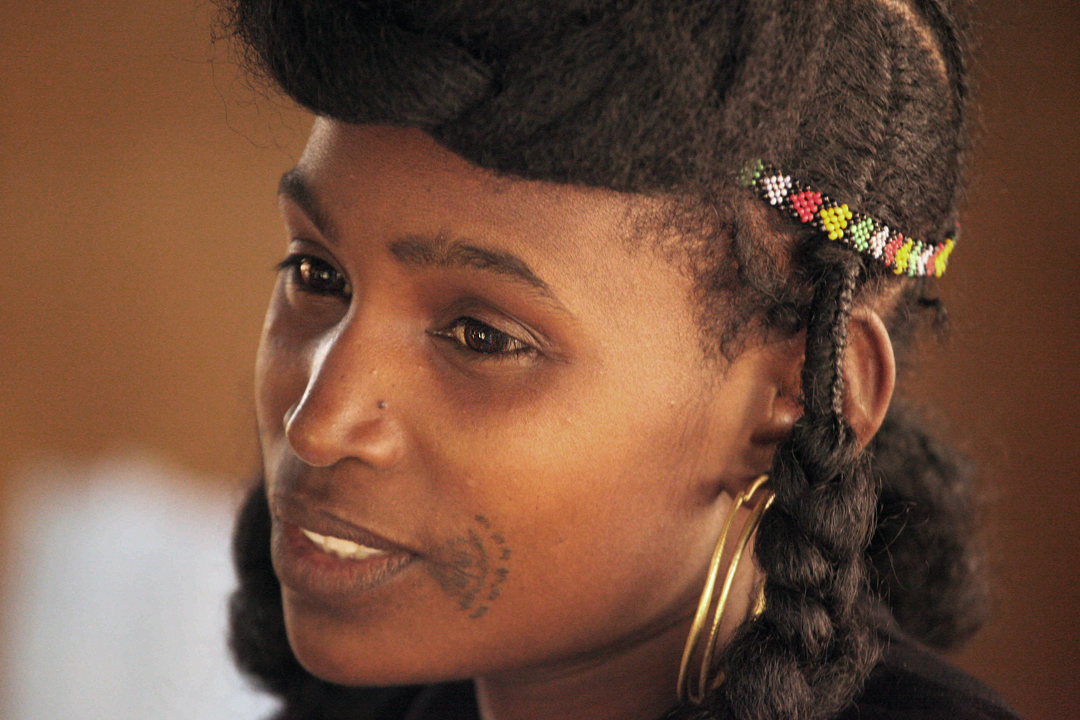
إمرأة من شعب الفولاني في النيجر

هناك مصادر مختلفة وقواعد بيانات تري فيهم بأنهم يشكلون مجموعة متنوعة من الانتماءات القبلية والثقافية أو اللغوية. ويِستخدم البعض مصطلح التشاديين العرب، في حين يصنفهم البعض الآخر باعتبارهم فئات منفصلة لأثنية شوا، وهي تسمية يستخدمها المؤرخون الغربيين للقبائل الناطقة بالعربية في تلك المنطقة وتحريف بسيط للفظ الشويحات الاسم العربي القديم للقبيلة أو باعتبارهم بقارة تشاديين. والبعض الآخر يُدرِج الشعوب الناطقة بلهجة الشوا العربية كلها كمجموعة واحدة تحت تصنيف واحد بينما تقسمهم بعض المصادر إلى مجموعات صغيرة تم تعريفها بمسمى واحد شامل وجامع هو البقارة وتضم هذه المجموعات بعض بني هَلْبة ومعظم بني خُزام وغيرهم في ولايات بورنو والمنطقة المحيطة بنهر شاري وإقليم السلامات، والزِيود في إقليم وداي وبعض السلامات بالقرب من الحدود السودانية التشادية.
تأتي القبائل العربية في تشاد في المرتبة الثانية من حيث التعداد والحجم الديمغرافي إذ يشكلون نسبة 45% من اجمالي سكان تشاد. ولمعظم هذه القبائل أمتدادات عرقية في السودان. وتنقسم الي مجموعتين: الأبالة أي رعاة الأبل والبقارة وهم رعاة الأبقار. وقد أستوطن الأبالة مناطق شبة صحراوية في أواسط تشاد والمناطق الغربية في حين توغل البقارة في اقاليم السافانا الجنوبية.
تاريخياً، دخل عرب البقارة تشاد في موجتين الأولى في بداية القرن الأول الهجــري أثناء الفتوحـات الإسلامية للمنطقة مع طلائع مقاتلي عقبة بن نافع، إبان ولايـة عمرو بن العاص لمصر. والموجة الثانية في القرن الثامن الهجري، بعد قضاء المماليك على ممالك النوبة المسيحية في شمال بلاد السودان
وهناك رأيان حول هذه الهجرة، يذهب الرأي الأول إلى أن عرب تشاد وفدوا قبل انتشار الأسلام وجاؤا هاربين من الإسلام الذي أدركهم لاحقاً في إفريقيا بعد عدة قرون. والرأي الثاني يقول إن العرب التشاديين لم يفدوا إلى تشاد هاربين من الأسلام أو لاجئين بل وصلوا إليها في شكل أفراد أو مجموعات صغيرة كمجاهدين أو كدعاة بدليل أن القبائل العربية في تشاد تحمل أسماء أفراد وليس أسماء مجموعات أثنية أو قبلية فهناك أولاد حميد، وأولاد موسي، وأولاد عيسي، وأولاد علي، وأولاد محارب، وأولاد سرار، وأولاد سالم، وأولاد راشد، وأولاد عمر، وأولاد مالك، وبني هلبة، وبني سليم، وبني وائل، وبني سعد، وبني حسين.
ويرى ألرتش بروكامبر بأن بقارة تشاد نشأووا من مجموعات من الرعاة الر ّحل التي تنتمى لقبائل مختلفة من شعب الفولاني، ثم اندمجوا في قبائل تشادية مستعربة، تتحدث اللغة العربية.

وفي المنطقة الحدودية ما بين تشاد وحتى ولاية بورنو في نيجيريا، تنتشر مجموعة من رعاة الماشية الناطقين باللغة العربية وهم المَحامِيد ويطلق عليم في النيجر اسم عرب ديفا نسبة إلى المنطقة التي يعيشون فيها وسط مجموعات أثنية أخري غير ناطقة بالعربية مثل الهوسا والكانوري والقرعان والتبو.
وقد وصلت أولى طلائع عشائرهم إلى نيجيريا في القرن التاسع عشر في مجموعة صغيرة تسمى أولاد سليمان وأخذت في التوغل في المنطقة حتى عام 1923 ثم لحقت بها في خمسينات القرن العشرين موجة أخرى تلتها موجة ثالثة في السبعينيات والثمانينيات من القرن ذاته تتكون من عرب كانم التشاديين الذين نزحوا مع قطعانهم من مناطق القتال في تشاد. كذلك يٌتواجد المحاميد أيضا بأقلية في كل من موريتانيا والكاميرون.
وتنقسم بقارة تشاد إلى ثلاث مجموعات قبلية كبيرة هي:
- أولاد راشد: وينتسبون انفسهم إلى جـدهم جنيد بن شـــاكر بن أحمد بن العباس بن عبد المطلب{مصدر}، وتضم المجموعة عدة عشائر وبطون مختلفة متفاوتة الأعداد وتمتد أراضيهم من غرب دار فور بالسودان وحتى برنو في نيجيريا والنيجر.
- العطاوة: وهم أيضاً ينسبون أنفسهم إلى جنيد، وبدورهم أنقسموا أيضاً إلى عشائر وبطون مختلفة، وتمتد مناطق سكناهم من بحر العرب شرقاً في السوان إلى بحيرة الفتري غرباً، وجنوبــاً حتى جمهورية أفريقيا الوسطى، والكاميرون وشرق نيجيريا.
- الحيماد: وينتمون إلى جنيد، ويقطنون في منطقة أبشي ونواحيها تجاه الغرب الجنوبي إلى ما وراء نهر لوغون وحتى ضفاف نهر بنوى في عمق الأراضي النيجيرية.
- السلامات: وتنتسب إلى جنيد، وتمتدأراضيها من بحر الغزال في السودان حتى أواسط الكاميرون ونيجريــــا. ومن أم تيمان وحتى الجنوب التشادي.
- بني مخزوم: وينسبون أنفسهم إلى إلى فرع من قريش وقــد دخلـت فيهم كثير من البطون العربية الأخرى وينتشرون في منطقة تمتد من دار فـور بغرب السودان وحتى كانو في نيجيريا.[26]

## التعداد
يتراوح عدد البقارة في كل من كردفان ودرافور وبقية أجزاء السودان من مليونين إلى ثلاثة ملايين نسمة وتصل نسبة عددهم في دارفور وحدها حوالي 40% من إجمالي سكان الإقليم البالغ عددهم 7,5 مليون نسمة، وإن كان البقارة انفسهم يقدرون نسبة عددهم في دارفور بحوالي 70% من سكانها. ويبلغ عددهم في تشاد 2,039,000 نسمة ونيجيريا 2,289,000 نسمة وفي الكاميرون 117 ألف والنيجر 150 ألف نفس وفي أفريقيا الوسطى حوالي 107 ألف شخص والباقي موزع في مختلف دول تواجدهم والشتات.

## الدور السياسي والاجتماعي للبقارة
لعب البقارة أدواراً سياسية واجتماعية مهمة في بلدان الغرب الأوسط الأفريقي وأمصاره، خاصة في تشاد والسودان تمثلت في المساهمة في تأسيس الممالك الإسلامية والزود عنها ومحاربة الإستعمار ثم المشاركة في الحكم.

### تاريخهم السياسي

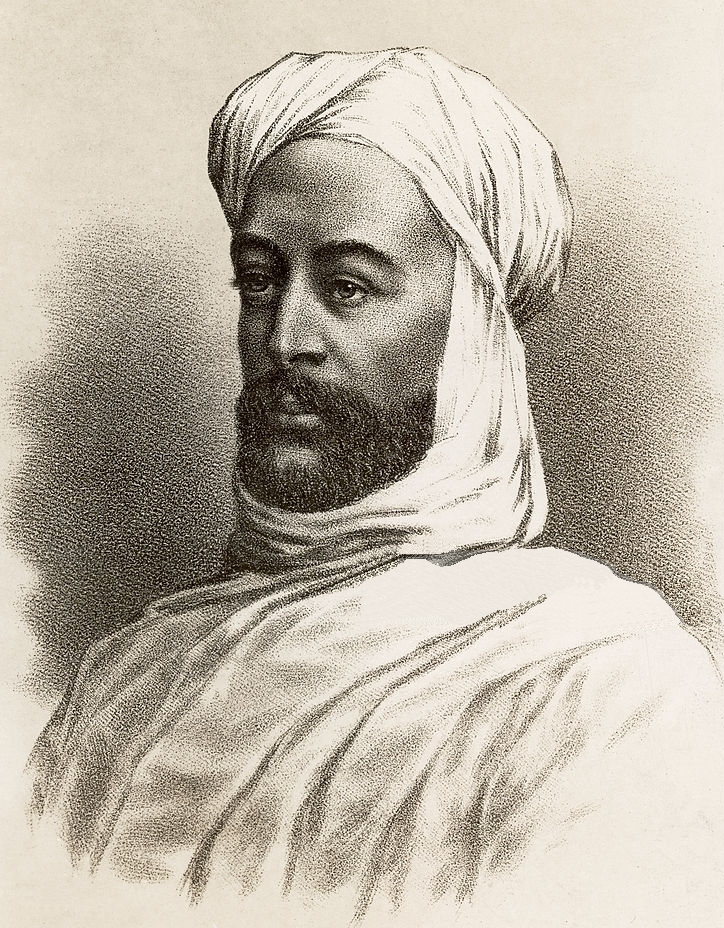
محمد أحمد المهدي زعيم الثورة المهدية الذي ناصره البقارة حتى أنتصر

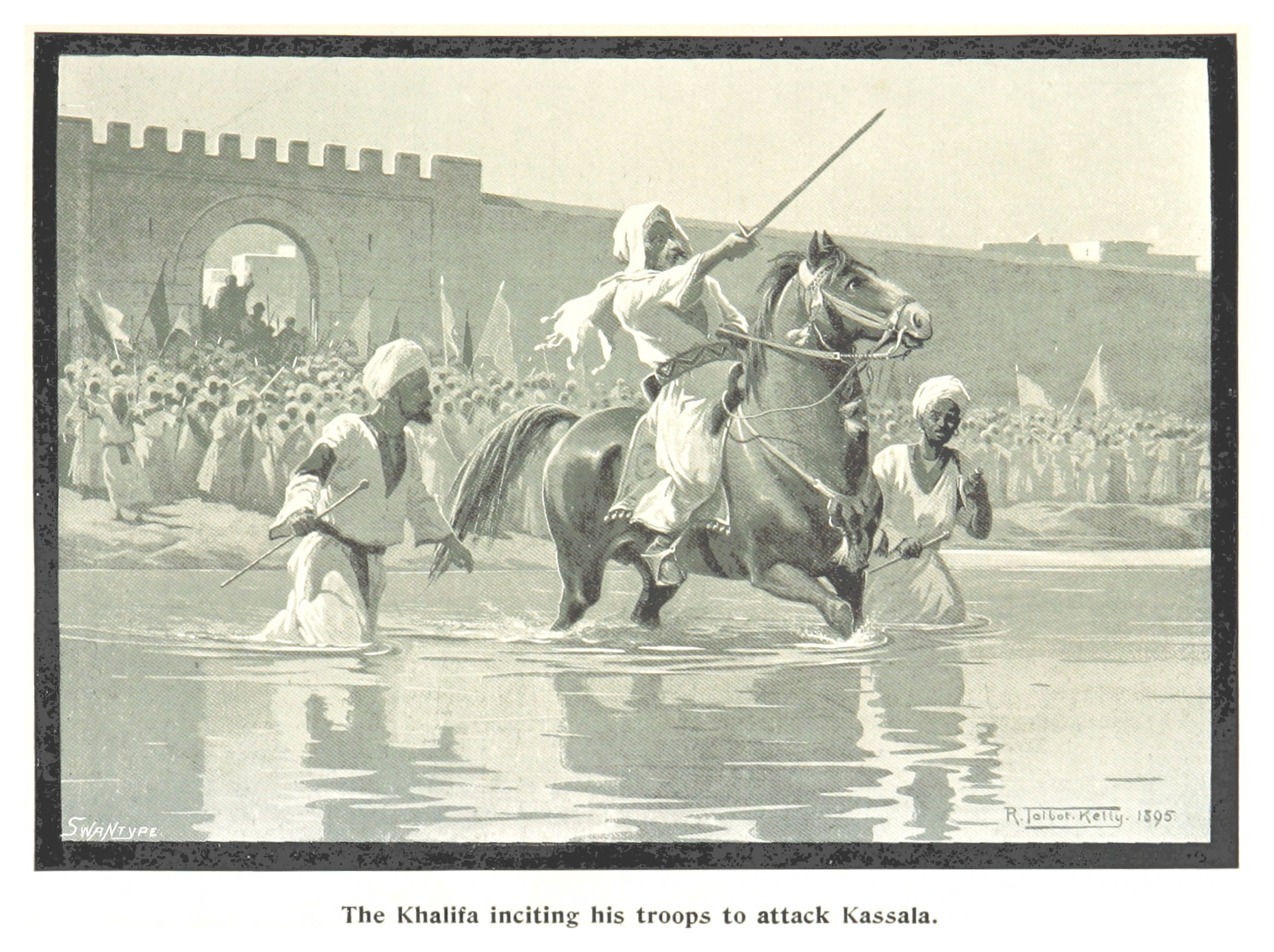
الخليفة عبد الله التعايشي

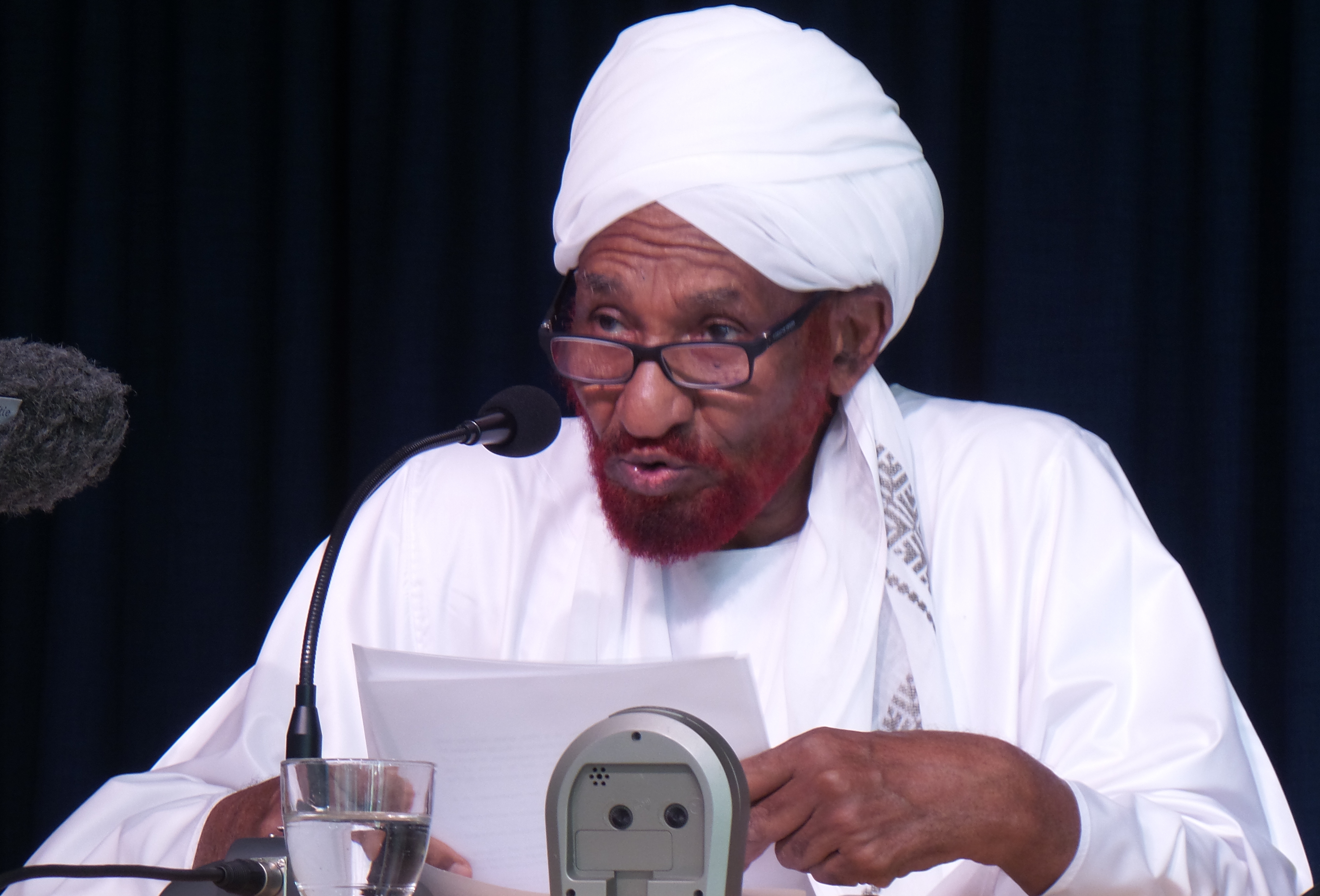
الصادق المهدي زعيم حزب الأمة الذي يشكل البقارة السواد الأعظم من ناخبيه

كانت المناطق التي تنتشر عليها قبائل البقارة وفقا لما ذكره أيان كينيسون، من أكثر المناطق ذات النشاط السياسى حيث نشأت فيها سلطنات سنار والفور، ووداى، وباقرمى وكانت قبائل البقارة آنذاك تُبدي ازدواجية في تعاملها مع تلك السلطنات، فقد كانت تتقاتل معها قتالاً ضارياً في بعض الأحيان، وفي أحايين أخرى كانت تتآلف معها في تحالفات غالباً ما تكون مؤقتة. وكانت المشكلة الرئيسية في العلاقة بينهما هي عدم رغبة الرعاة في دفع العوائد والعُشور المفروضة عليها من قبل السلاطين وميلهم الشديد للحرية والإستقلالية ولذلك كانوا يكثرون التهرب منها والتمرد على السلاطين بسببها.
ولذلك أيضاً كانت الجزءات والغرامات باهظة ثقيلة العبء في حالة ما إذا تمّ العثور على المتهربين منها أو المتمردين بسببها. وحسب ما ذكره الرحالة والمكتشف الإنجليزي وليام جورج براوني في كتابه «رحلات في أفريقيا ومصر وسورية» - والذي زار دارفور في الفترة مابين عامي 1793 و1797م - فإن نسبة العوائد الضريبية المفروضة على من يعمل في تربية الحيوان والرعي كانت تصل إلى عُشْر ما يملكه من رؤوس. وروى براوني بأنه رأى كيف أن سلطان الفور أرسل فرقة من الجنود لمصادرة كل ما تقع عليهم أياديهم من ماشية مملوكة لرعاة أهملوا سداد العشور لمدة سنتين متتاليتين. وقد وصل عدد ما جلبوه في تلك الحادثة من حيوانات إلى ألف ومئتي رأس من القطعان.
أما الشيخ محمد بن عمر التونسي، الذي زار دارفور عام 1803 م، كتب في كتابه «تشحيذ الأذهان بسيرة بلاد العرب والسودان» بأن عرب الرزيقات كانوا لا يدفعون لمبعوث السلطان روؤساً إلا إذا أحبوا شخصية السلطان، «وفي هذه الحال لا يدفعون له أبقاراً جيدة إطلاقاً».
لكن البقارة في الوقت نفسه يعتمدون علي التجار المقيمين تحت حكم السلاطين في الحصول منهم علي بعض البضائع والسلع المعيشية الضرورية. كما أن السلاطين كانوا يحاولون إستغلال فرسان البقارة في الحروب لاشتهارهم بالشجاعة والقوة وعدم التردد في خوض تلك الحروب معهم لأنها كانت تشكل سانحة جيدة للإستيلاء على غنائم ومكاسب.
أبرز ظهور سياسى لقبائل البقارة يتمثل في الدور الذي لعبوه في محاربة التركية السابقة ومقاومة الغزو الإنجليزي المصري للسودان في الفترة من سنة 1883 وحتى 1898 خاصة إبان الثورة المهدية، التي آمنوا بأهدافها وتحالفوا مع قائدها محمد أحمد المهدي حتى انتصر ووضع لبنات دولة وطنية مستقلة تولى البقارة زعامتها بعد وفاته بمبايعة الخليفة عبد الله تورشين المنتمي إلى قبيلة التعايشة البقارية. وظهرت أهمية قوتهم ودعمهم للثورة المهدية في معركة شيكان التي أُبِيدت فيها أكبر حملة عسكرية للتركية السابقة ضد الثوار المهديين ومهدت الطريق أمامهم للإستيلاء على الخرطوم أخر معقل رئيسي لها.
شكلت قبائل البقارة وبالأخص التعايشة منهم عماد دولة المهدية في عهد الخليفة عبد الله التعايشي حيث لبى أبناؤها دعوته بالهجرة إليه في عاصمة البلاد أم درمان لمؤازرته والوقوف إلى جانبه وحاربوا معه حتى هزيمة جيوشه في معركة كرري سنة 1898 على يد الجنرال البريطاني هربرت كتشنر.
 وشكلوا معظم قادة المهدية العسكريين وأمرائها ومن بينهم الأمير حمدان أبو عنجة والأمير الزاكي طمل الذي أوقع الهزيمة على جيوش إمبراطورية الحبشة بقيادة الأمبراطوريوهانس الرابع الذي لقي مصرعه في المعركة ونتيجة لذلك انتقل حكم الإمبراطورية من قومية التجراي إلى قومية الأمهرا حتى سقوط أخر أباطرتها هيلا سيلاسي الأول بإنقلاب عسكري عام 1974 م.
وعاد البقارة إلى المسرح السياسي في السودان مرة أخرى في الفترة التي سبقت استقلال السودان عام 1956 بقليل وما بعدها، ليشكلوا أهم الدوائر الإنتخابية لحزب الأمة السياسي في السودان الذي أسسه عبد الرحمن المهدي ابن محمد أحمد المهدي، وتزعمه فيما بعد أحفاد المهدي حتى صار الحزب واحد من القوى السياسية الكبيرة في السودان والذي ما فتئ يقود كافة حكومات السودان المدنية المنتخبة ديمقراطياً.
وفي تشاد لعب البقارة دوراً تاريخياً تمثل في نشر الدعوة الإسلامية واللغة العربية خصوصاً في منطقة وداي حيث شاركوا في تأسيس سلطنة وداي في القرن السابع عشر الميلادي. وكان معظم السلاطين في ممالك مملكة باقرمي وكانم ووداي ودار سيلا والتامة وغيرها ينسبون انفسهم إلى أصول بقارية. وبعد انتهاء عهد الرئيس فرنسوا تومبالباي في عام 1975 ظهروا في المسرح السياسي في حركات وأحزاب سياسية مثل المجلس الديمقراطي الثوري بزعامة أحمد غبيش.

### الإدارة الأهلية
عرف البقارة نظام الأدارة الأهلية فهناك النظارات وعلى رأسها الناظر والعموديات ويرأسها العمدة فالمشائخ بزعامة الشيوخ إلى جانب مجالس الأجاويدالمعنية بشؤون الصلح ومجالس البرامكة الاجتماعية ثم البسارة وهم المسؤولين عن كل ما يتعلق بالمناسبات.
ووجد هذا النظام أهمية إبان الحكم الثنائي في السودان الذي أصدر في عام 1922 قانوناً باسم قانون المشائخ تلته قوانين أخرى مُنحِت بموجبها سلطات قانونية وقضائية لزعماء القبائل الذين كانوا يقومون بدور الشرطة والقاضي ومحصل الضرائب وينوب عن الإدارة المركزية في تسيير شؤون القبيلة. فكان لديهم ناظر عموم القبيلة وناظر القبيلة (بعض القبائل لديها أكثر من ناظر حسب عدد العشائر الكبيرة أو مناطق الترحال المتباعدة) ثم العمدة لفرع القبيلة والشيخ للفريق أو القرية. وقد حاولت الحكومات المركزية المختلفة الاستفادة من هذا النظام واستغلاله لدعم سلطتها والاستعانة به في ضرب خصومها. ومن الأسماء الشهيرة لدى زعامات البقارة مادبو علي عبدالحميد ناظر الرزيقات، وبابو نمر للمسيرية، ودبكة لبني هلبة، والغالي للهبانية، وود جاد الله للكواهلة والمشهور بحادثة «قلم ماكمايكل» في أم بادر.

## اللغة والدين والمظاهر الثقافية الأخري
يتحدث البقارة اللغة العربية بلهجة خاصة بهم ويدينون بالإسلام على المذهب المالكي ويتبعون الطريقة الصوفية التيجانية. ولا تختلف عاداتهم وتفاليدهم كثيرا عمّا حولهم من القبائل السودانية والتشادية الأخرى. ويشمل الموروث الثقافي والاجتماعي لديهم الأزياء التقليدية وموسيقى الطبول والشعر الشعبي والأمثال والأقوال المأثورة ومجالس البرامكة والفروسية.

### اللغة
يتحدث البقارة بشكل من أشكال اللغة العربية يُعرف في السودان بلهجة الغرب وفي تشاد بلهجة الشُوَا أو باللغة التشادية العربية. ويصنفها اللغويون كلهجة مميزة متفرعة من اللهجة العربية السودانية.

وتتميز بوضوح نطق مخارج الحروف فيها مع تفخيم الراء أوترقيقها حسب مقتضى الحال، ويحذف الناطقون بها الحرف الأخير من الكلمات الثلاثية عندما يكون وسطها ساكناً وذلك بغرض التخفيف. فمثلا يقولون «وَلْ عبد الله» بدلا عن ولد عبد الله، «دَرْ السوق» بدلاً عن درب السوق. ويستخدم البقارة الضمير «هُم» لجمع المذكر و«هِن» (بالكسرة على الهاء) لجمع المؤنث، وصيغة التعجب «ما»، فيقولون «ما أجمل البيت»، و«ما أغلى السكر». كما يستخدمون مفردات عربية فصيحة غير مستخدمة في لهجات السودان الأخرى: مثل دحر، ناح، حط، ذرد، قرع، لطخ، طب، أحبط، هتك، عوي، نخامة، تلفان وتوا، وغيرها. كما ينطقون الألف الممدوة أوالتاء المربوطة في نهاية الكلمات وكأنها ياء منصوبة بالكسرة كما هي عادة بعض القبائل العربية فيقولون للماء ألْمِي وخديجة تصبح خديجي. ولفظ الأخ عندهم هو «وَلْ ضَمي» أو «وِلْ دِمِي» أي ولد أمي أي ابن أمي. ويقولون لبيض الدجاج «جَنَى جِدَاد»، أي جنين الدجاج. وكلمة أعطيني عندهم هي «أنطيني»، بإستبدال حرف العين بحرف النون. ولفظ الوالد هو «أبوي»، أو «أبوك» حسب مقتضى الحال، أما العم فهو أيضاً «أبوي» مضافاً إليه اسمه. آدم عمي يصبح «أبوي آدم» وعمي حمدان يصبح «أبوي حمدان» وهكذا. ويقولون «جِيداً جِيتْ» (بكسر الجيم ومدّ الكسرة وإغفال الياء وتنوين الدال) عند الترحيب بالقادم إليهم تعبيراً عن سلامة الوصول والرد عليها هو «جوّد الله حالك». ويطلق البقارة أسماء على بعض شهور السنة الهجرية تختلف عن اسمائها باللغة العربية مثل شهر ذو القعدة الذي يسمى عندهم شهر الفَطُرْ وذو الحجة هو شهر الضحية، ومحرم هو شهر الضحيتين، وشهر شعبان عندهم يسمى قِصَيِّر وهناك التيمات الثلاثة وهي شهور ربيع الثاني وجمادي الأولى وجمادي الثانية، أما ربيع الأول فيسمى الكرامة وصفر يسمى الوحيد. ولا اختلاف في تسمية شهري رجب ورمضان.
ولم تكّ عامية البقَّارة لغة جديدة، وإنما هي لهجة قديمة مشتقة من اللغة العربية الفصحى في - نسختها السودانية - ومرتبطة بها بشكل وثيق. وقد كشف هذا الترابط الوثيق مع اللغة العربية الدكتور عون الشريف قاسم، في كتابه قاموس اللهجات العامية السودانية.
وأصبحت اللغة العربية لغة رسمية في تشاد بسبب النسبة الكبيرة التي تمثل البقارة في المجتمع التشادي، وبالمثل غدت أيضاً لغة رسمية في إريتريا التي تقطنها أيضاً جماعات مقدّرة من قبيلة الرشايدة وشتات البقارة المتحدثين باللغة العربية. ويبدو الأثر الاجتماعي للبقارة واضحاً أيضاً في كل من نيجيريا ومالي والنيجر حيث تعتبر الثقافة العربية الإسلامية والكتابة العربية جزء من المكون الثقافي لتلك البلدان.

### الدين

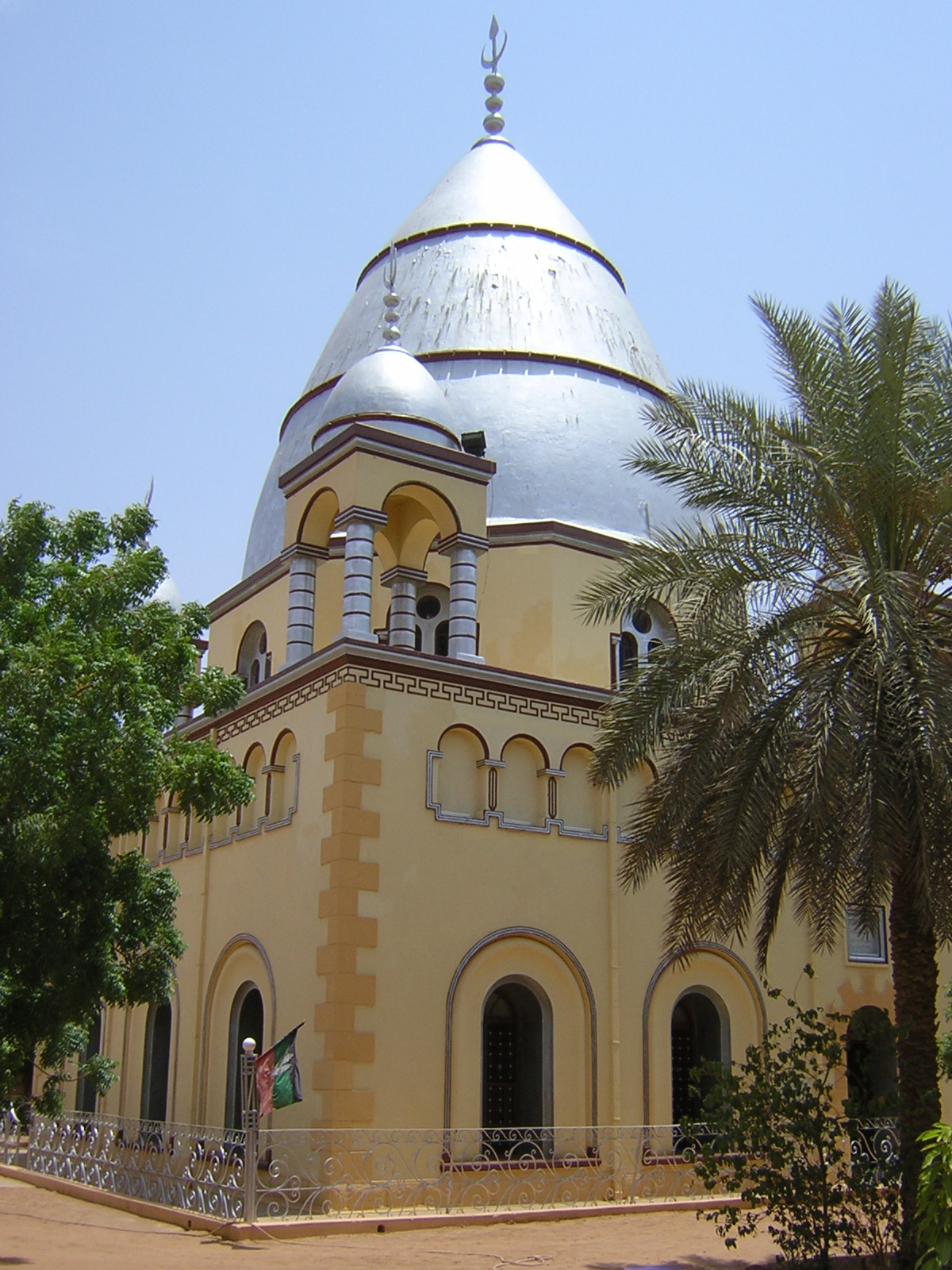
قبة المهدي في أم درمان بالسودان

يدين البقارة كلهم تقريباَ بالدين الإسلامي وهم من جماعة أهل السُّنة ويتبعون المذهب المالكي ورغم أنهم لم يعرفوا التصوف قبل المهدية، إلا أنهم يتبعون الطريقة الصوفية التيجانية السائدة في كردفان ودارفور وسنار وأم درمان وبربر وكذلك في مدن وبلدات تشاد وشمال أفريقيا وغربها، وهي الطريقة التي أسسها في عام 1781م، أحمد التيجاني المولود عام 1737 م، والمتوفي في سنة 1815م، في مدينة فاس المغربية حيث يوجد ضريحه، (اسمها مشتق من قبيلة أمازيغية تسمى تِجان وكانت تقطن منطقة تلمسان الجزائريةُ)، وقد دخلت الطريقة التيجانية إلى السودان على يد محمد بن المختار بن عبد الرحمن الشنقيطي 
وانضم البقارة بعد المهدية إلى طائفة الأنصار.واللفظ أنصار تسمية استبدل بها المهدي وصف الدراويش الذي كان يُطلق على أتباع الطرق الصوفية في السودان. ولا توجد القباب والأضرحة والزوايا في مناطق البقارة الرحل بقدر ما هو منتشر في أواسط السودان خاصة في مناطق الجزيرة والنيل ا لأبيض والخرطوم، وأن كان ثمة ضريح للمهدي في أم درمان يُعرف بقبة المهدي. ولأنهم لم يعرفوا التصوف فإنهم لم يرون غضاضة في دعوة المهدية إلى التمسك بالسنة ونبذ التصوف.

### الزواج
كان الزواج لدى قبائل البقارة يقتصر في السابق على أبناء القبيلة وبطونها، لكنهم وفي مراحل لاحقة من تاريخ حياتهم الاجتماعية تزاوجوا مع القبائل والبطون الأخرى المجاورة بما فيها قبائل جبال النوبة وجنوب السودان مثل الدينكا وغيرها.
وطبقاً لعاداتهم القديمة فإن الزيجات الجديدة تتم خلال فصل الخريف حيث يقيمون احتفالاتهم وافراحهم في سهول المراعي، وتشارك النساء في البادية في بناء بيت العرسان الذي يتكون من خيام منسوجة من شعر الحيوان وسعف النخيل ويكون بابه مفتوحا تجاه القبلة. وبعد اكتمال تشييده يُسدَل عليه ثوباً أبيض اللون يُجلَب خصيصاً للمناسبة ويُطلَق عليه اسم الطاقة. ويتم إحضار العروس إلى بيت الزوجية في هودج محمول على ظهر الإبل وسط جو احتفالي تسوده أهازيج الغناء وزغاريد النساء. وتستمر الاحتفالات طوال النهار تحت ظلال الأشجار ثم يقوم بعدها العريس بالطواف حول المنزل قبل الولوج فيه.

وذكر الكاتب والدبلوماسي السوداني فرانسيس دينق في كتابه «حروب الرؤى»، إن البقارة أكثر عرب السودان ليبرالية تجاه المرأة. وعزا ذلك إلى التداخل المكثف والتزاوج مع المجموعات الأفريقية المجاورة لهم مثل الدينكا في جنوب السودان.

### الأزياء التقليدية
لا تختلف أزياء البقارة كثيراً عن الزي التقليدي لبقية سكان السوان والمناطق التي حولهم في البلدان الأخرى. فالرجال يرتدون الجلباب السوداني أو جلباب غرب إفريقيا الفضفاض عديم الأكمام والعمامة والنساء يرتدين الثوب السوداني أو أزياء غرب أفريقيا الزاهية الألوان.

#### زي الرجال

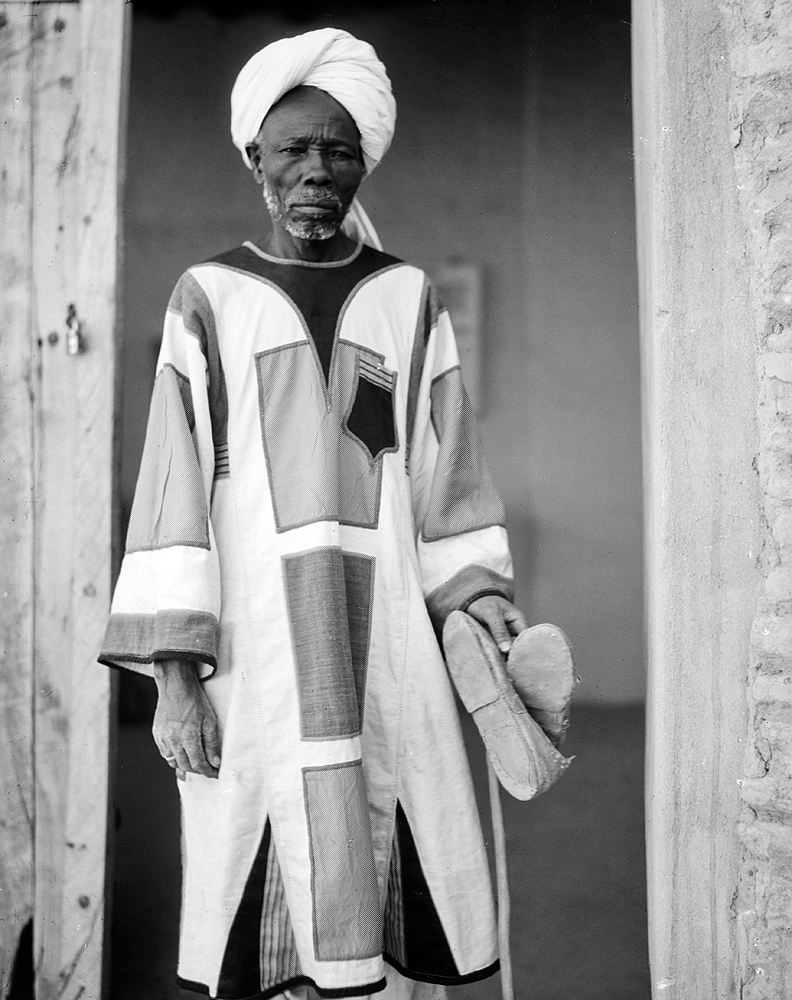
الجبة المرقعة والعمامة ذات العذبة وحذاء المركوب في زي أحد أنصار المهدي من البقارة

يلبس الرجال الجلباب المعروف بالجَلاَّبِيَّة مع بعض التغييرات في حياكتها مثل توسعة فتحة الياقة وإضافة جيب على الجانب العلوي الأيسر من الظهر كما لدى بقارة السودان، وهو الطراز الذي ارتبط بطائفة الأنصار والكبتان وهي جلابية ذات أكمام كبيرة ولها فتحات جانبية تساعد على ركوب الخيل، وهناك العَرَاقِّي وهو جلباب خفيف النسيج يلبس على الجسم مباشرة وسمي بهذا الاسم لامتصاصه العرق، كما يرتدي رجال البقارة الجبة والعمامة القصيرة المشدودة التي تكون أحياناً متعددة الألوان ويتم لفها حول الطاقِيَّة التي تغطي الرأس مباشرة مع ترك وصلة من العمامة طويلة تتدلى على الكتف أو الصدر تُسمى العَذَبَة. ويستخدمون قماش الدمور في صناعة ملابسهم والدمور هو قماش يُصّنع محلياً من القطن. وتتراوح ألوان ازيائهم ما بين اللون الأبيض واللون الأصفر. وتُلبَس هذه الجلابيب فوق السراويل (المفرد سِرْوَال)، كما يضع البقاري على كتفه الشَّال وهو وشاح من القماش يستخدم للزينة. وينتعل البقارة النَعَالْ وهو خف يُصنَع من جلد الأبقار، وكذلك المَرْكُوبْ وهو حذاء يصنع من مختلف أنواع الجلود بما فيها جلد النمر وجلد ثعبان الأصلة.
ويحرص البقارة أيضا على استخدام العصا، خاصة عصا الخيران للزينة والسكين القصيرة التي توضع داخل غمدها على ذراع اليد اليسرى، والحربة ذات النصل العريض عند الصيد والزينة وقد اعتادوا أيضا على لبس الحِجِاب وهو عبارة عن تميمة مكسوة بجلد الحيوان وتُلَف حول الذراع أو تعلق على العنق لحماية لابسها من الإصابة اثناء الاقتتال أو من عين الحسد.

#### أزياء النساء
ترتدي النساء التنورة والقرباب وهذا الأخير عبارة عن فوطة أو إزار يُلَف حول الجسد ما تحت الخصر، والكنفوس، وهو رداء داخلي، كما ترتدين الفستان والعَراقِّي وهو أقصر من الفستان يتدلى حتى الركبتين وهو بذلك ينسجم مع وظيفة المرأة في الحياة وهي التي تقوم بالكثير من الأعمال داخل الأسرة بما فيها تشييد البيوت وجلب المياه وغيرها الأعمال الشاقة. كما ترتدي النساء البقاريات التوب السوداني الشبيه بالساري الهندي والطرحة وهي أقصر من الثوب وتغطي الرأس والجزء العلويّ من الجسم.
ولنساء البقارة حلي خاصة بالرأس، أشهرها ما يعرف بـالجدادة وتُصنَع من الفضة وهي ترتبط بالرقص، والفِدَوْ، وهي اقراط في شكل هلال يُصنع من الذهب ويُوضع على الأذن. والزمام على فتحة الأنف والرشمة والشبال وتوضع فوق شعر الرأس، والخناق وهي عبارة قلادة تحيط بالرقبة والساجورة والتيلة والشف والمطارق والفرج الله وكلها تستخدم في تزيين الصدر، والحقو وتتمنطق به النساء حول الخصر، بالإضافة إلى الأساور على الرسغ والخواتم على أصابع الأيدي، والحُجُول (المفرد حِجِل) وهو خلخال سميك يُلبَس فوق كعب القدم.

### الموسيقى والرقص

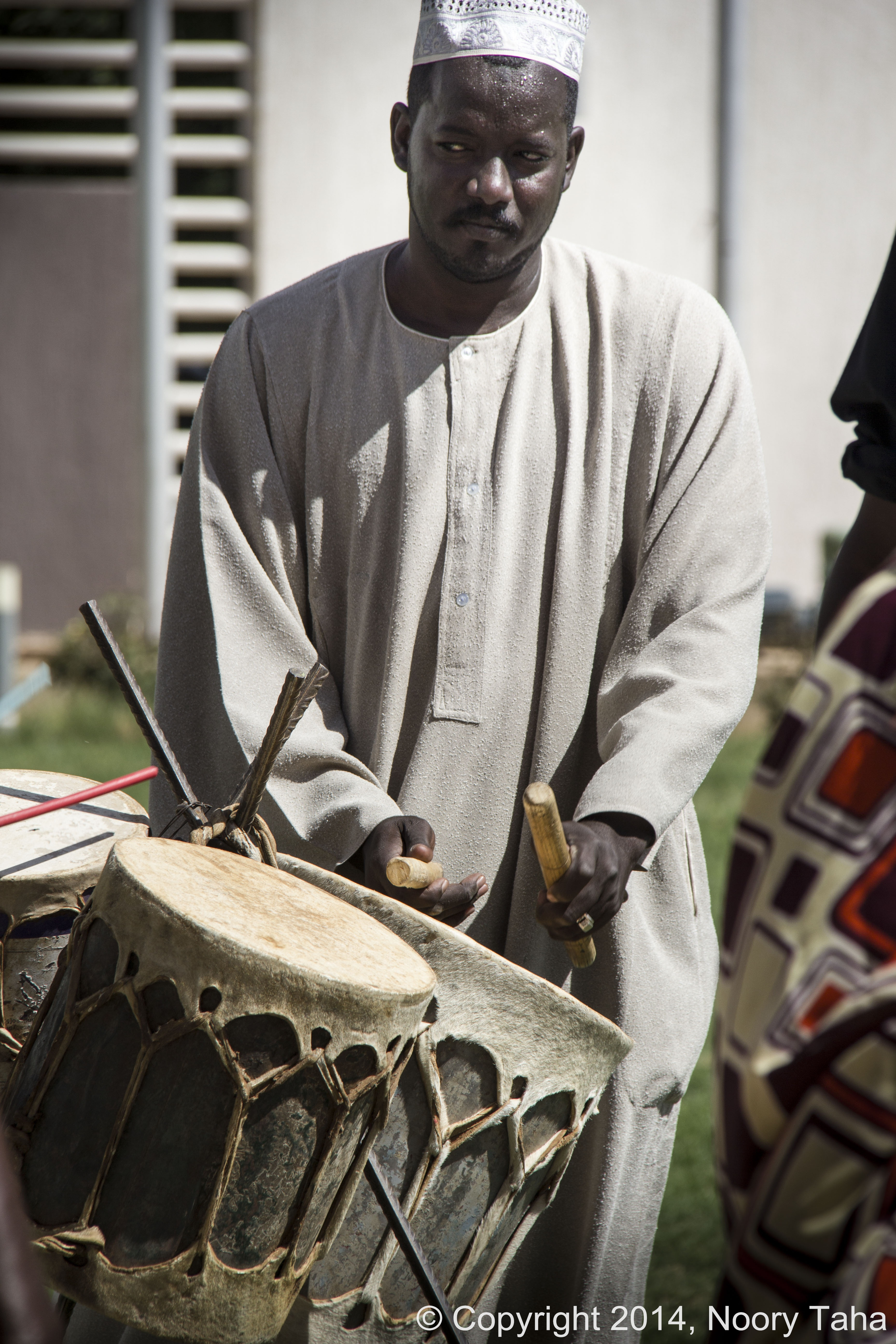
طبول النقارة

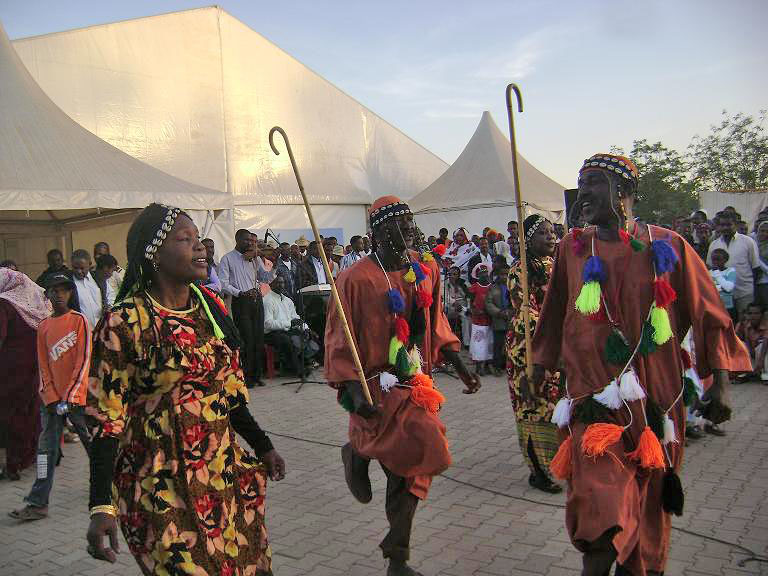
رقصة المردوم لدى بقارة السودان

#### الموسيقى
يستخدم البقارة طبولاً كبيرة تُصنَع قاعدتها من تجويف جذوع الأشجار وتُكسَى بجلود الأبقار ولها أنواع وأشكال عديدة وذلك للإعلان عن مناسبة معينة، كما تستخدم اثناء حفلات الزواج والأعياد كجزء من الطرب الموسيقي. وتعرف هذه الطبول وطريقة استخدامها باسم النُقَارة. وإذا كان حجم الطبل صغيراً فتسمى التمبل. ومن الآلات الموسيقية الأخرى عندهم آلة الربابة وتعرف عندهم باسم أَم كِيكِي، والناي المصنوع من القصب ويُعرف باسم الزُْمْبَارة.
ويتم الغناء بنبرة السجع وهو بذلك أقرب إلى طريقة آداء أغاني الراب، سواء كان مصاحباًَ للإيقاع أو بدونه وبحيث يكون النص الموسيقي واضح المسمع في كلا الحالتين. وقد تأثرت موسيقى البقارة مؤخراً بالنمط الموسيقي السوداني المتمثل في السلم الخماسي الموسيقي، وذلك على يد مطربين محدثين من بينهم عبد القادر سالم وإبراهيم موسى أبا وفرقة ثنائي النغم وغيرهم.

#### الرقص
من أشهر أنماط الرقص الشعبي لدى البقارة رقصة المردوم وتعتمد على الغناء الذي تؤديه النساء ممزوجاً بغمغمات قوية متراسلة كهدير الحمام يرددها الرجال بطبقة القرار الصوتية. ويكون الرقص أحياناً مصحوبا بإيقاع طبول النقارة المتصل مع الضرب السريع المتتالي بالأرجل على الأرض، وهو بذلك أشبه برقصة الفلمنكو الإسبانية، الأمر الذي حدا بالبعض إلى أن يشير إلى أن المردوم انتقل إلى بلاد السودان مع انتقال أنماط ثقافة شمال أفريقيا عبر الرُّحل وانتشر في المنطقة، خاصة وأن رقصة الفلمنكو تعود في أصلها إلى جذور شرقية. وهناك رقصة الكاتم وهي أشبه برقصة المردوم ولكنها تعتمد أساساً على التصفيق اليدوي والاهتزاز بالأكتف وتمايل البدن بدلاً عن ضرب الأرض بالأرجل.

### الشعر
تُصنَّف قصائد شعر البقارة بأنها أقرب إلى تكون من أبيات عروض بحر الرجز الخفيف. ومن أنواعها قصائد السنجك وينشده الرجال، وعكسها قصائد الكاتم وتشدو به النساء وأم داموس وهي قصائد خاصة بالتراث، وشعر الفروسية ويعرف بشعر كورقل. وثمة أنماط أخرى من الشعر يدور فحواها حول الماشية من أبقار وأغنام، وقصائد عن الصيد، وهطول الأمطار، والحكمة، والتعبير عن الشوق والحنين والغرام. وتتراوح هذه القصائد ما بين الهجاء والرثاء والمدح والوصف والغزل وغيرها من ضروب الشعر. والشخص الذي يقرض الشعر يسمى الهَدَّاي (الجمع: هدّايين) إن كان ذكراً والحَكَّامَة (الجمع: حكَّامات)إن كانت أنثى. وسميت بالحكامة لأنها تحكم بين الزعماء والأفراد من خلال الكلام المنظم والتغنى على افعالهم وأحلامهم. وأما الهداي فهو لغة يعني المرشد أي الذي يرشد الناس إلى خصال البقارة وطبائعهم.

### الأمثال والقصص والأقوال المأثورة
- البيض ما بِزَاحِم الحجر. ويُضرَب به مثلاً للنهي عن اختلاط جنسين أو نوعين مختلفين.
- لا تَندَس بين العصا وقِرفتها، أي بين العصا ولحاها. ويُضرب به مثلاً للنهي عن التدخل فيما لا يعني.
- الدقيق كان دَفَق ما بِنْخَمْ (أي لا يُجمَع) كُلُو. ويضرب به كمثل لحتمية خسارة بعض الشيء الضائع.
- الكَلًم الحلو يِطَلِّع الدَّاب من بيتها. أي حسن القول يجعل الدابي وهو الثعبان يخرج من جحره ويغادره.
- العِنْدَا دقيق ما بَعُوزَ النار. أي أن من حاز على شيء مهم يسهل عليه الحصول على شيء أدنى منه درجة وأهمية.
- المَعَضِّ الدَبِيبْ بَخَاف من مَجَر الحَبل. أي الذي تعرض للدغة الثعبان يخاف من من أثر جر الحبال على الأرض وهو مثل يضرب به للشخص الذي يُكثر من الحذر.
- البَفارِح الجِرَيوات بِنْخَشَنْ. والجريوات (صيغة جمع للفظ جرو،) والمقصود بها الصغار. والبفارح، أي الذي يداعب الصغار ينخشنَ أي يتعرض للخدش.[44]

ومن تراث البقارة قصة الناقة الشهيرة التي يتدولها جميع البقارة ولو بروايات وأساليب وطرق مختلفة سواء كانوا في السودان أو في تشاد.
تقول القصة إن البقارة كانوا رعاة نوق وشياه وكان لجدهم الجنيد ثلاثة أبناء هم: عطية، وحيماد، وراشد. وكان لعطية أبن يقال له عريق فني كانت له ناقة حلوب تسمى عَنْجَاء. مرت العنجاء ذات مرة بمراعي بني خُزام وأخذت تقتطف من أوراق وثمار شجرة بمأوى زعيم خزامة ويُقال في بعض الروايات إنه السلطان شرنقو عبد الله. أُعجِبَ الزعيم الخزامي أو الزعيم شرنقو بالناقة وأخفاها عن الأنظار. ولما سأله عريق عنها أنكر رؤيتها، الا أنه ما لبث وأن اعترف بوجودها عنده وصار يساوم على ثمن شرائها، لكن عريق أبى وتمسك بعودتها إليه. فلما يئس الخُزامي وضاق صدره قال له بعنجهية:
ناقتك دخلت بحور الويك،
لا جاهاً ولاعواماُ يعيدها إليك
دخلت كَرِش فيل وخَشم دُود وقرن جاموس
(الخشم من الخياشيم وهو الفم والدود من أسماءالأسد).
فثار عريق وقال قولته المشهورة:
السايِر عَطِيَّة والمُقِيم حِيمادْ
والدُخَّان البِتَلْتِلْ دَاكْ، هو راشِد الولاَّدْ
الناقة أبْتَمْشِي بيها وَينْ يا الخُزامي الدَّاجْ
ويقصد إنه سوف يستنجد بأبناء عمومته أبناء عطية وهم قبائل الرزيقات والمسيرية والحوازمة، وأبناء حيماد وهم قبائل أولاد حميد والتعايشة والهبانية وأولاد سليم، ثم أبناء راشد وهم قبيلة أولاد راشد.
فيهرعون إلى نجدته (عندما (يتلتل) أي يتصاعد دخان الإشارة، وفي رواية أخرى عندما (تتلتل) النقارة أي يُسمع دوي طبول النجدة). ووصف عريق جدّه قبيلته عطية بالساير أي الكثير التجوال والتحرك في الرعي وجدذه حيماد بالمقيم أي المشهور بالإستقرار وحياة الحضر وجدّه راشد بالوّلاد أي كثير الأبناء والأولاد، فيما وصف السلطان الخزامي بالداج أي ما صغر من الأشياء.
فرد عليه الخزامي بتحدٍ وقال له:
كان تَلِّمُو جِنيد ومَجنود
ومعاكم أخوكم السَلامي،
كُور الغَنم ما بَقَابِل جَبِين الدُود
ويعني بذلك أنه لو اتم جمع ولمَّ أبناء قبائل جنيد كلهم ومعهم الذين يجندونهم ويتحالفوا معهم من أبناء القبائل الأخرى كالشكرية في منطقة البطانة والكبابيش والحَمَر وبني جرار، ويضاف إليهم أبناء عمومتهم وأخوانهم من قبيلة السلامات، فإنهم جميعهم ليسوا سوى (كور) أي قطعان أغنامٍ في مواجهة بني خزام التي وصفها شرنقو بالدود أي الأسد. وكان ذلك بمثابة نذير حرب. فذهب عريق الي أهله ثائراً غضبانا فتجمعوا حوله وضربوا طبولهم والتقى الجمعان في حرب ضارية أشبه بحرب البسوس في أسبابها ومآلاتها. استطاع بنو الجنيد أن يتغلبوا علي بني خُزام الذين عقروا الناقة وقامت شقيقة شرنقو بنحرها فخَرَّت الناقة جاثية على سيقانها وسالت دمائها على الأرض ميتة، وبموتها توقفت الحرب. ورثاها عريق ببكائية قال فيها:
بَرَكْتِي يا العَنْجَاء
بَرْكَةْ فَارِسْ وقَعْ وما قَامْ.

### الفروسية

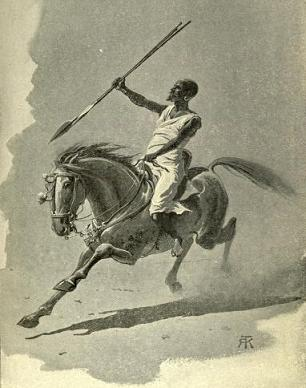
فارس من الرزيقات

يربي البقارة إلى جانب ابقارهم وأغنامهم الخيل ولها مكانة اجتماعية مهمة عندهم. فالحصان يستخدم في طقوس الأعراس والاحتفالات الأخرى كما يستخدم في القنص والصيد والقتال. وتدل الأشعار والأمثال العديدة التي تدور حول الخيل مدى اهتمامهم بها وبزينتها وسروجها ولجامها وترتبط الفروسية ارتباطا وثيقا بالخيل. كما تستخدم في البحث عن أماكن أعشاب المراعي والماء وهو ما يُعرف عند البقارة بالرواغة.
وكذلك تظهر الخيول في مناسبات الاحتفالات والمهرجات والعروض التي تعرف بالزَّفَةْ ومنها زفة رهد أبو صلعة، وزفة سبدو، وزفة خيول أم لباسة.
. وتركب النساء والفتيات الصغار ظهور الثيران واحيانا الإبل.

### مجالس البرامكة
من العادات القديمة للبقارة مجالس البَرَامْكَة وهي تجمعات أو حلقات يقدم فيها الشاي وفق طقوس وأعراف معينة ويتم فيها إلقاء قصائد شعرية تسمى الشحر ومناقشات حول الفن والأخلاق والأدب، خاصة المتعلق منها بمدح شرب الشاي وشاربيه وذم من لا يشربه أو يحيد عن طقوس شرابه، وهي بذاك أشبه بالصالون الأدبي الذي عرفته النخب العربية والغربية في القرون السابقة. ويعرف عضو مجالس البرامكة والمواظب على حضورها وشرب الشاي فيها بالبَرمَكِي أما الذي يخرج منها أو يطرد منها يسمى الكَمْكَلِي وهو الذي يوجه إليه الهجاء والذم.
والبرامكة لغة هي جمع لكلمة برمكي وتعني الكريم. ويرجع أصل الكلمة برمك إلى اللغة الفارسية بمعنى كاهن بيت النار الأعظم (بالفارسية کشیش خانه آتش بزرگ)، وقد استخدمها العرب إبّان العصر العباسي بعد عربنة نطقها في تسمية مجالسهم التي اشتهرت بالبذخ والقاء الشعر وعزف الموسيقى.

ولمجلس البرامكة عند البقارة هيكلاً إدارياً يحدد الوظائف والمهام المتصلة بها مثل وظيفة اشعال النار لغلي الماء والشاي ومهمة صبّ الشاي وتوزيعه وهكذا. ويأتي في أعلى درجات السلم الوظيفي لمجلس البرامكة السكرتير والعمدة فالشيخ ثم الناظر ويليه البيه والسيد. ويحق للنساء تولي هذه الوظائف بمسميات أخرى مثل الشيخة والملكة. ولعلّ من المفارقات في مجلس البرامكة هو أن مهام النساء لا تشمل إعداد الشاي أو صبّه في الأكواب ولا حتى تقديمه بل تقتصر على ترديد الأغاني والتصفيق بينما يتولى الرجال باقي المهام بما فيها اعداد الشاي.
ومن قوانين مجلس البرامكة حظر شرب الخمر أو تدخين التبغ أثناء تَجَمُّع المجلس، ورفع الاجتماع لتأدية الصلوات حين يحين ميقاتها.وفي حالة مخالفة القوانين يُصدر قاضي المجلس أحكاماً على العضو المُدان، غالباً ما تكون في شكل غرامات مالية أو الطرد من المجلس في حالة الانتهاكات الخطيرة. وعضوية المجلس مفتوحة لكل شخص ذكراً أم أنثى صغيراً كان في سنه أم كبيراً.
وتصف الباحثة السودانية في مجال التاريخ، زينب صالح  تلك المجالس بالنظام والدقة والسلوك القويم ما كان له عظيم الأثر في سلوك أعضاء المجلس.

### الغذاء

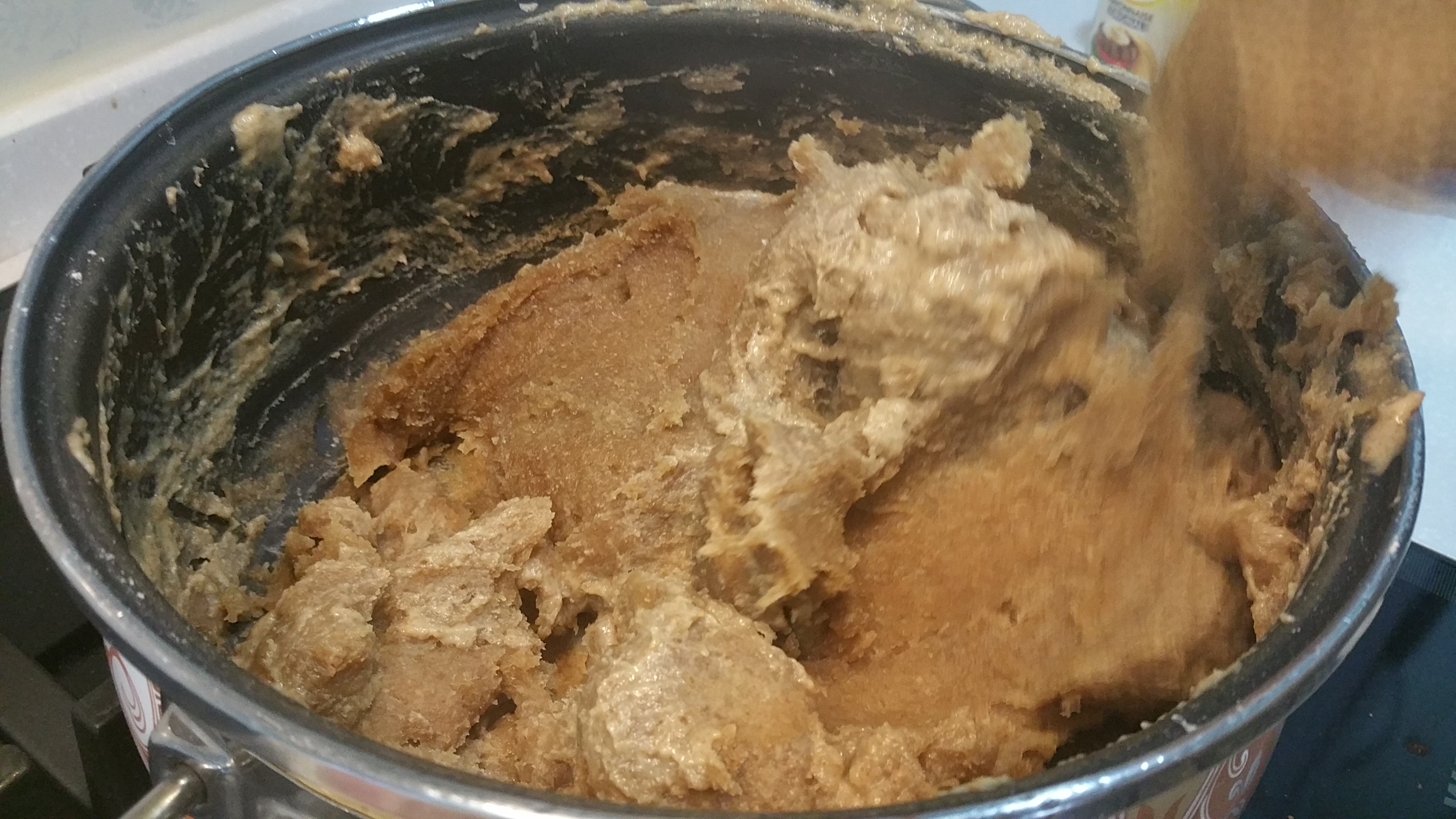
عصيدة في حالة الطهي

يتكون غذاء البقارة من الدخن والذرة والحليب ومشتقاته أي النسية كما يسمونه، واللحوم بمختلف أنواعها بما فيها لحوم الأسماك المجففة. ويصنعون من الدخن العصيدة أو اللقمة كما يسمونها ومن اطباقهم عصيدة أم لخوخة وأم هلابية والقوقور وهذه الأخيرة تتكون من الدقيق وتُؤكل بالحليب الرايب وعصيدة بني كوربو وهي العصيدة الأكثر سماكة وأقل ليونة، وطبق أم كلاسي وهي رقائق عجين الدقيق السميكة وتؤكل أيضاً بالحليب والسكر. ولا يعرف البقارة القهوة ويكثرون من شرب الشاي. ولا يتعاطى البقارة بشكل عام الخمور أو التبغ على أي شكل كان أو نوع.

### بيت البقارة
يتكون بيت البقارة الرحل من خيمة يتم إعدادها من بساط سعف نخيل أشبه بالحصير، والذي يتم صبغه بألوان متعددة زاهية ويُعرف بالبِرِشْ (الجمع بِرُوشْ)، وسجاد شعر الحيوان. وتوضع البروش وسجاد من صوف الأغنام أو شعر الماعز أو وبر الأبل فوق أعمدة رفيعة مقوسة تسمى المَطارق. ويتم تزيين البيت بالخرز وريش النعام وجريد النخيل وغيره. وعادة ما تقوم النساء بتأسيس البيت وتأثيثه بالسجاد والخزف والأدوات.

## النشاط الاقتصادي
يشكل الرعي وتربية الحيوان العمود الفقاري لاقتصاد البقارة إلى جانب الصيد والزراعة كمهنتين ثانويتين يمارسونهما في أوقات استقرارهم المؤقت.

### الرعي وتربية الحيوان
يرتبط الرعي لدى قبائل البقارة بالترحال المستمر وتُعرَف مجموعاتهم المتنقلة بالمَراحِيلْ. ففي موسم الجفاف في الشمال ينتقلون نحو الجنوب تعقباً للأمطار. وبعد اشتداد هطول الأمطار هناك وحلول موسم الخريف في الجنوب يتوجهون بمواشيهم وعائلاتهم نحو الشمال هرباً من الحشرات كالبعوض التي تسبب مرض الملاريا وذبابة تسي تسي التي تُحدِث مرض النوم القاتل للإنسان والدواب.
ولا يمارس البقارة فلاحة الأرض إلا ما ندر بالرغم من خصوبة الأرض التي ينتشرون فيها، بسبب ارتباطهم بالارتحال المستمر وعدم الاستقرار لفترة طويلة في مكان واحد، ومع ذلك فإنهم يقومون أحياناً بزراعة بعض المنتوجات لإستهلاكهم الخاص كالدخن الذي يشكل غذاءهم الرئيسي وبعض أنواع الذرة الشامية والذرة الرفيعة والبطيخ والفول السوداني. وترتبط الصناعات اليدوية لديهم بالترحال في المراعي فهي تعتمد أساساً على منتجات النبات والحيوان مثل سعف النخيل الذي تصنع منه البُروش (المفرد برش، وقد سبق شرحه) وشعر الماعز ووبر الإبل وصوف الأغنام الذي تُصنَع منه منسوجات لتغطية الخيام وصناعة حقائب معلقة وتسمى المَخَالي (المفرد مُخْلايَة) وأخشاب الأشجار وتصنع منها الأسِّرَة والعصي والأقداح، ومن القرع والخزف وجلود الحيوان تُصنع الأواني. وكذلك تستخدم جلود الحيوانات في صناعة الأحذية والسيور وأوعية خفق الحليب لإستخراج اللبن الرائب والزبدة.

### الصيد
يمارس البقارة الصيد أساساً بغرض الهواية والترفيه فقط، ويُعد صيد الفيلة من التقاليد الموروثة القديمة المرتبطة بتجارة العاج وسن الفيل. وبمرور الزمن تحولت الدوافع الاقتصادية إلى قيمة اجتماعية، فاصبح يُنظرَ إلى صياد الفيل بفارس ذو مكانة مرموقة في القبيلة ومميزة عند شعراء القبيلة وخاصة النساء الحكامات. كما أصبح الصيد خاصة صيد الحيوانات البرية الصغيرة كالأرانب البرية والحجول يمارس لتوفير لحوم الاستهلاك ولا يمارسون صيد الأسماك رغم استهلاكهم للحومها خاصة المجففة. وتُعد مهنتا حياكة الملابس والجزارة غير مرغوب ممارستهما لديهم.

## التعليم
بسبب طابع الترحال والرعي الذي تتسم به حياتهم تعتبر قبائل البقارة في البوادي بشكل خاص الأقل حظاً في التعليم بالسودان وقد جرت عدة محاولات لتعليم ابنائهم عبر المدارس المتنقلة معهم في غدوهم ورواحهم في سهول السودان الوسطي، لكن المقيمين منهم في التجمعات الحضرية يرسلون أبناءهم إلى الخلاوي لتعلم مباديء الكتابة والقراءة وحفظ آيات القرآن.

## الصراعات القبلية والسياسية
شهدت المناطق التي ينتشر فيها البقارة أو المناطق المجاورة لها نزاعات وصراعات ذات طبيعة قبلية تنافسية حول الموارد الطبيعية في مواسم الجدب والظروف الطبيعية الصعبة أو نزاعات ذات صبغة سياسية.

### الصراعات القبلية
تكثر الصراعات القبلية بين قبائل البقارة وبينهم وبين القبائل الأخرى المجاورة خاصة القبائل التي تمارس الزراعة في مسارات الرعي أو بالقرب منها وذلك بسبب التنافس على أراضي الرعي والزراعة أو في حالات نهب قطعان الماشية خاصة في ظروف مثل الجفاف والجدب والبحث عن مراع وأراض زراعية خصبة جديدة مثلما حدث بين قبيلتي بني هلبة والمهرية في منطقة عِدّ الفرسان عام 1984 وبين القُمُرْ والفلاتة عام 1987 أو بين المحاميد والطوارق. وقد تصل النزاعات إلى حد مواجهات تتسم بالعنف المسلح. وعادة ما تتم تسوية هذه الخلافات والصراعات عن طريق التحكيم بواسطة حكماء القبائل والمصالحة ودفع الديات والتعويضات وأحيانا تتدخل الدولة لفض مثل هذه النزاعات عن طريق الوساطة أو بالقوة المسلحة لفك الاشتباكات إذاأقتضت الضرورة ذلك.

### النزاعات السياسية
ظلت قبائل البقارة بعد هزيمة الخليفة عبد الله التعايشي في معركة أم دبيكرات سنة 1899م بالسودان، بمنأى عن النزاعات والصراعات السياسية في المنطقة وانشغلت كثيراً بنزاعاتها العشائرية أو مع جيرانها من المزارعين كلما اشتد المَحَلْ وتقلصت مساحات الرعي. وقد حاولت حكومات دول المنطقة مثل السودان وتشاد والنيجر وليبيا استمالة بعض زعمائهم إلى جانبها وتدريب وتسليح أعداد منهم وذلك لمساندتها في حملاتها العسكرية أو السياسية ضد الحركات المسلحة التي تحاربها أو الحكومات الأخرى المناوئة لها خاصة أولئك الذين يرون ضرورة الاستفادة من التدريب والتسليح للدفاع عن انفسهم ومواشيهم في ظروف الانفلات الأمني في المنطقة والنزوح والتهجير الذي يتعرضون له كما في النيجر ومالي ونيجيريا. ورغم أن هناك عدداً من مختلف القبائل في دارفور ومن مناطق أخرى خارجها أُتُهمت بالمشاركة في العمليات التي قامت بها مجموعة ما عُرف بالجنجويد ضد المدنيين، إلا أن قبائل البقارة الكبرى بجنوب دارفور مثل الرِّزَيقَات وبني هَلْبَة والهَبًّانِية والتَعَايشَة والمعاليا لم تشارك فيها.